# Église de la Madeleine de Troyes
Pour les articles homonymes, voir église de la Madeleine (homonymie) et Madeleine.
L'église de la Madeleine est une église catholique située rue de la Madeleine (Troyes), en France. Sainte-Madeleine abrite un patrimoine vitré exceptionnel ainsi qu'un remarquable jubé, prouesse architecturale témoignant d'une époque prospère où les riches paroissiens issus de la noblesse de robe mettaient tout en oeuvre pour embellir leur église.

## Localisation

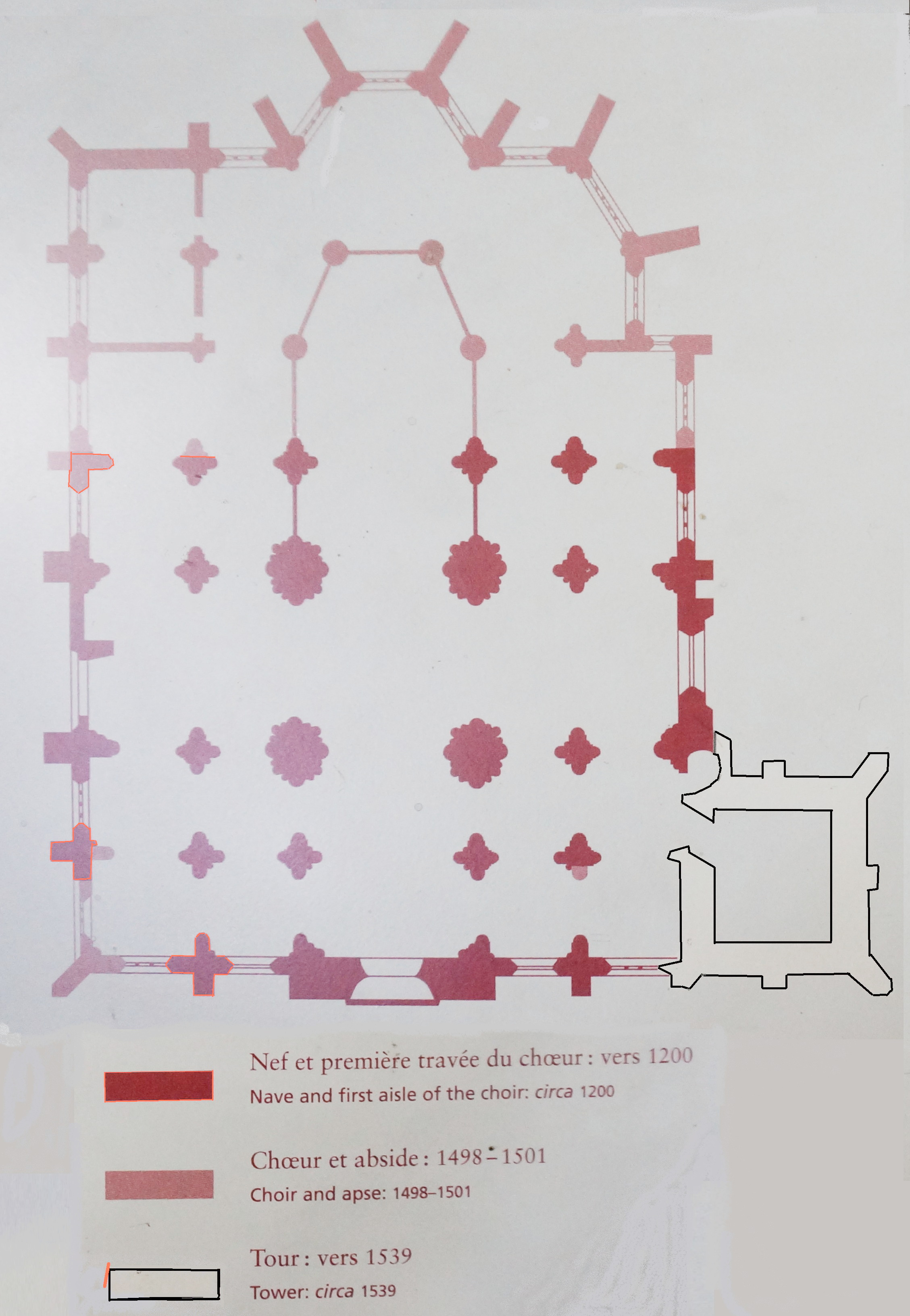
Le plan.

L'église est située à l'angle de la rue Charles-de-Gaulle et la rue Madeleine, sur le territoire de la commune de Troyes dans le département français de l'Aube.

## Historique
Cette église, la plus ancienne de la ville, est d'architecture gothique et a été bâtie au XIIIe siècle pour la nef, reconstruite au XVIe siècle pour le chœur et l'abside et XVIIe siècle pour la tour.
L'église est classée au titre des monuments historiques par la liste de 1840 alors que la porte de l'ancien cimetière est inscrite en 1926.

## Verrières
En la chapelle Saint Louis, au nord, qui fut fondée par Simon Liboron, maire de Troyes en 1496, une vie du saint.
En la chapelle centrale du chevet qui fut chapelle de la Vierge et chapelle des orfèvres, une vie de saint Éloi, un arbre de Jessé et l'Ancien Testament. En la chapelle sud, chapelle Notre-Dame, une Passion donnée par Nicolas le Muet, mort en 1484 et sa femme Catherine Boucherat. Une histoire de Madeleine donnée par les chaussetiers de Troyes en 1506. Une autre le triomphe de la Croix  ayant le blason de la famille Tartier.

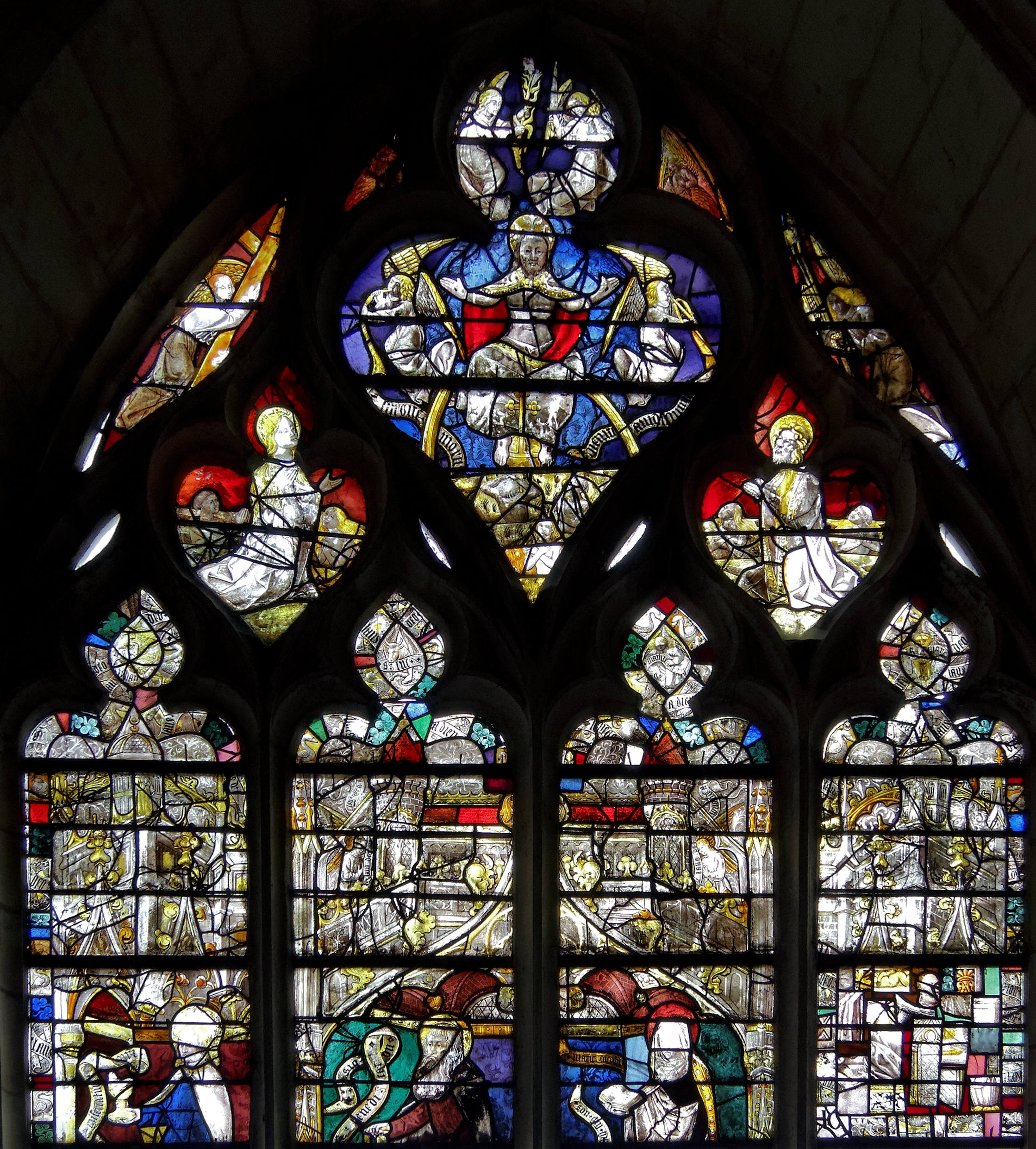
Jugement dernier.
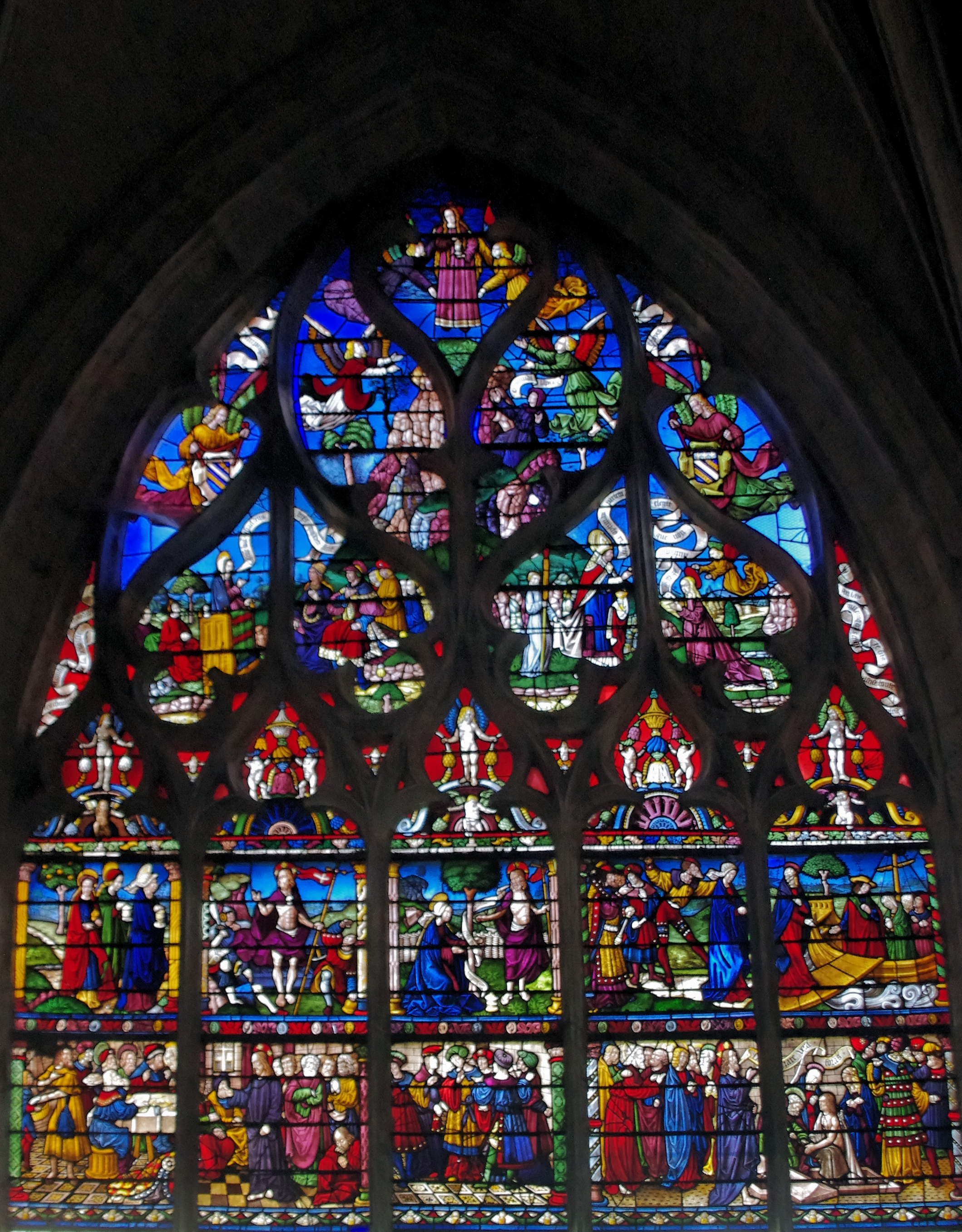
Vie de Madeleine.
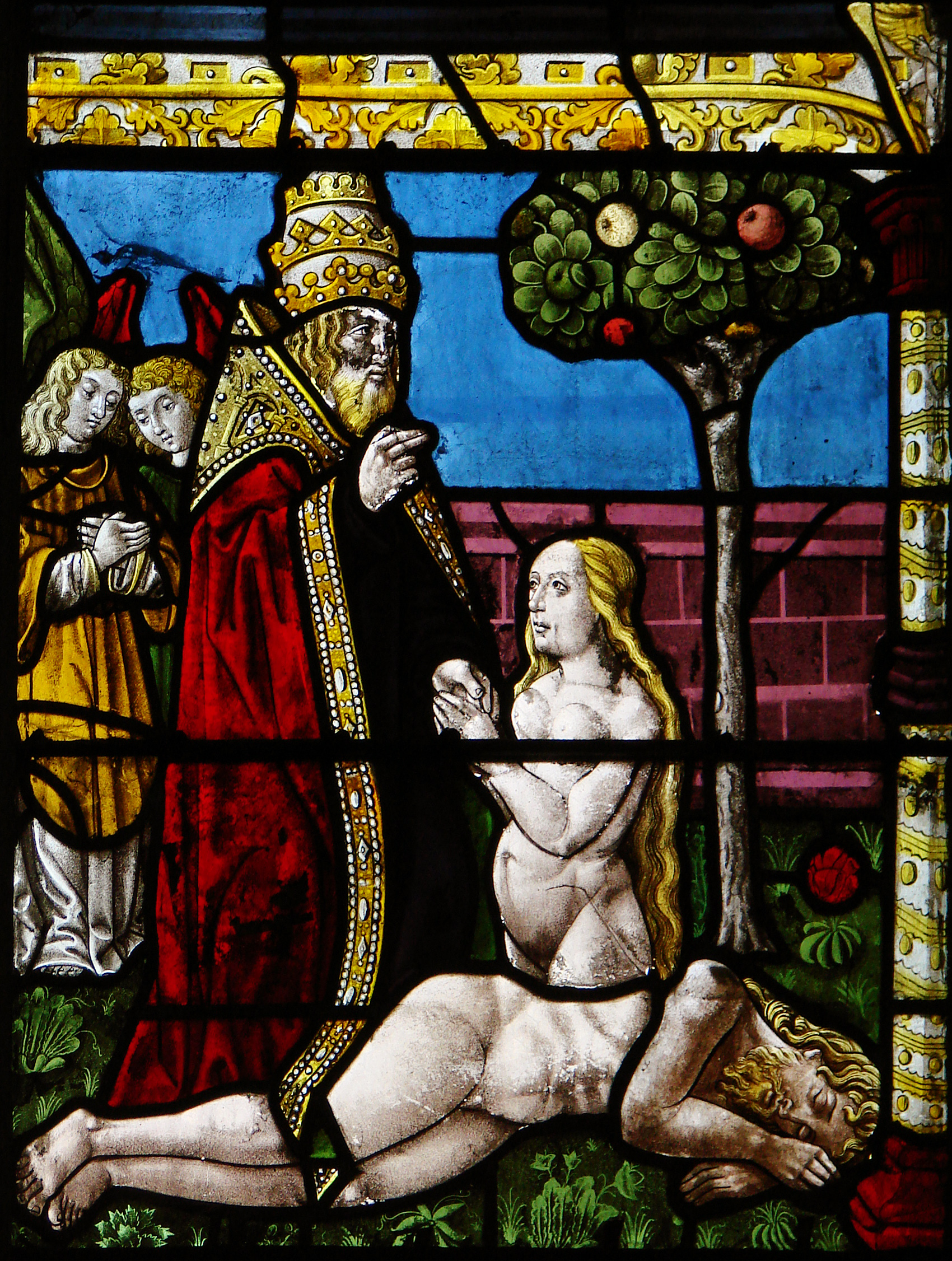
Adam et Ève dans le vitrail de la Création.
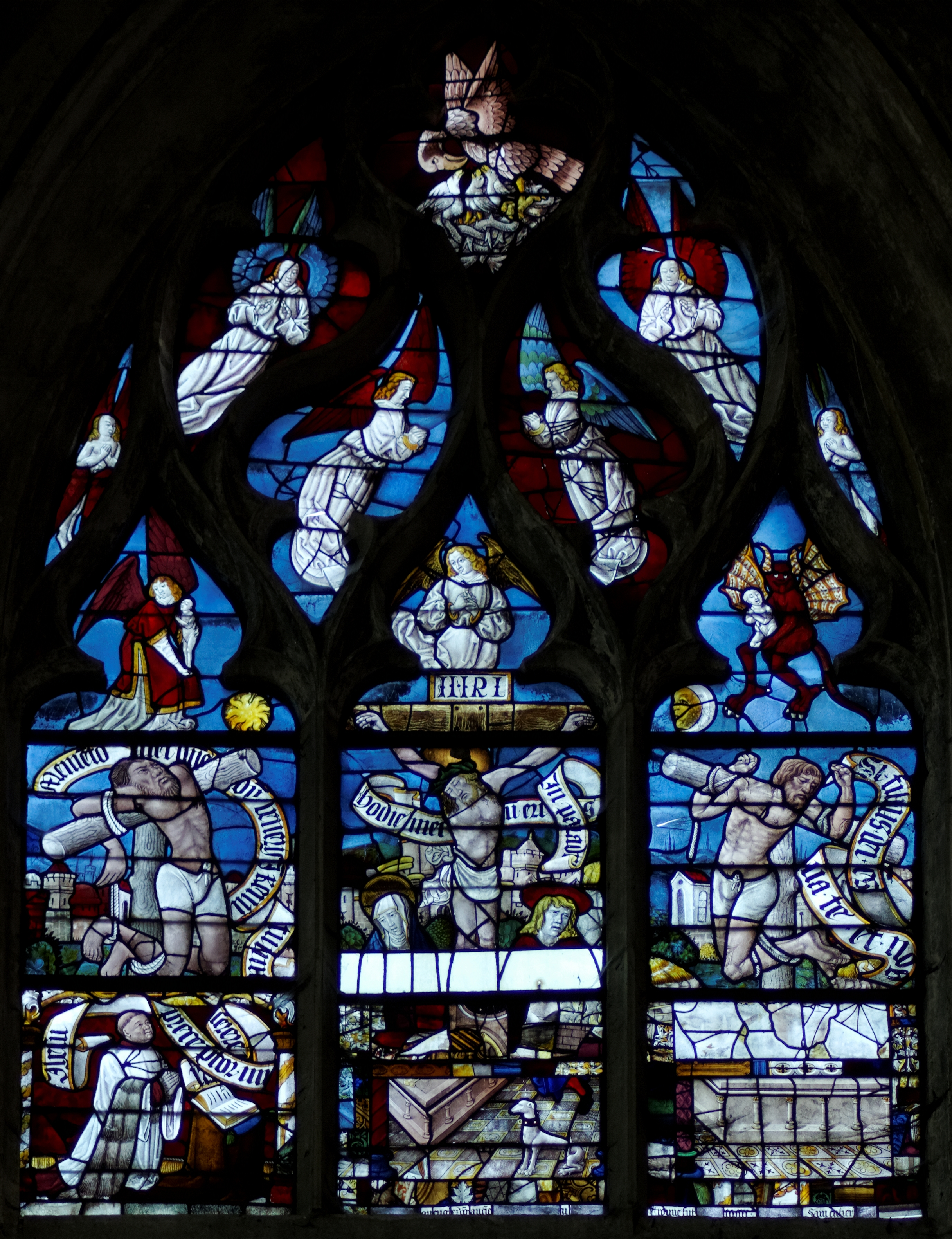
Le calvaire.

## Décoration
On trouve dans cette église nombre d'objets classés et remarquables comme les trente-six bancs de fidèles qui sont du XVIIIe siècle ou les deux fonts baptismaux, l'un polyédral de marbre noir et brun veiné de blanc et un autre de marbre noir ayant une inscription latine : SPIRITUS DOMINI / FEREBATUR / SUPER AQUAS / Gens.

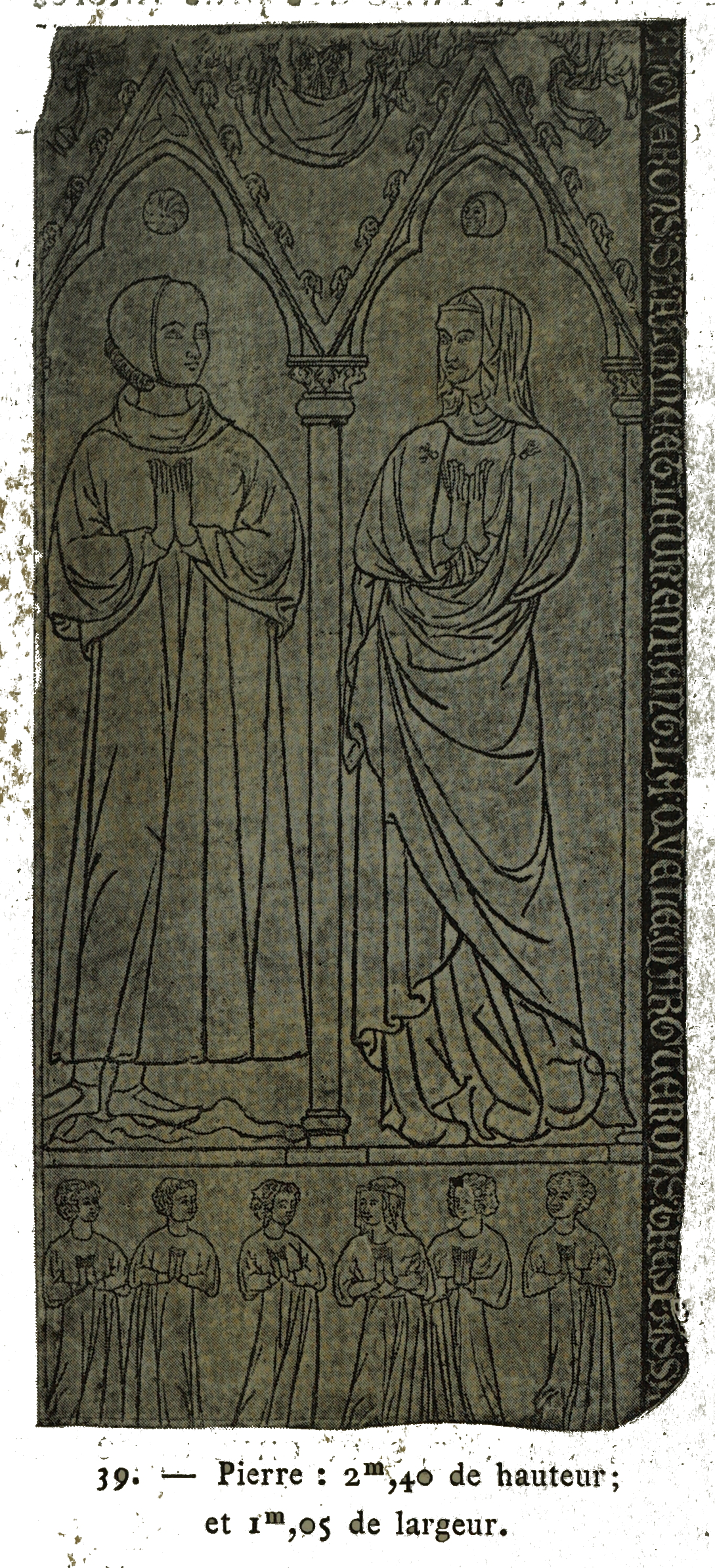
Dalle funéraire de Margueron,
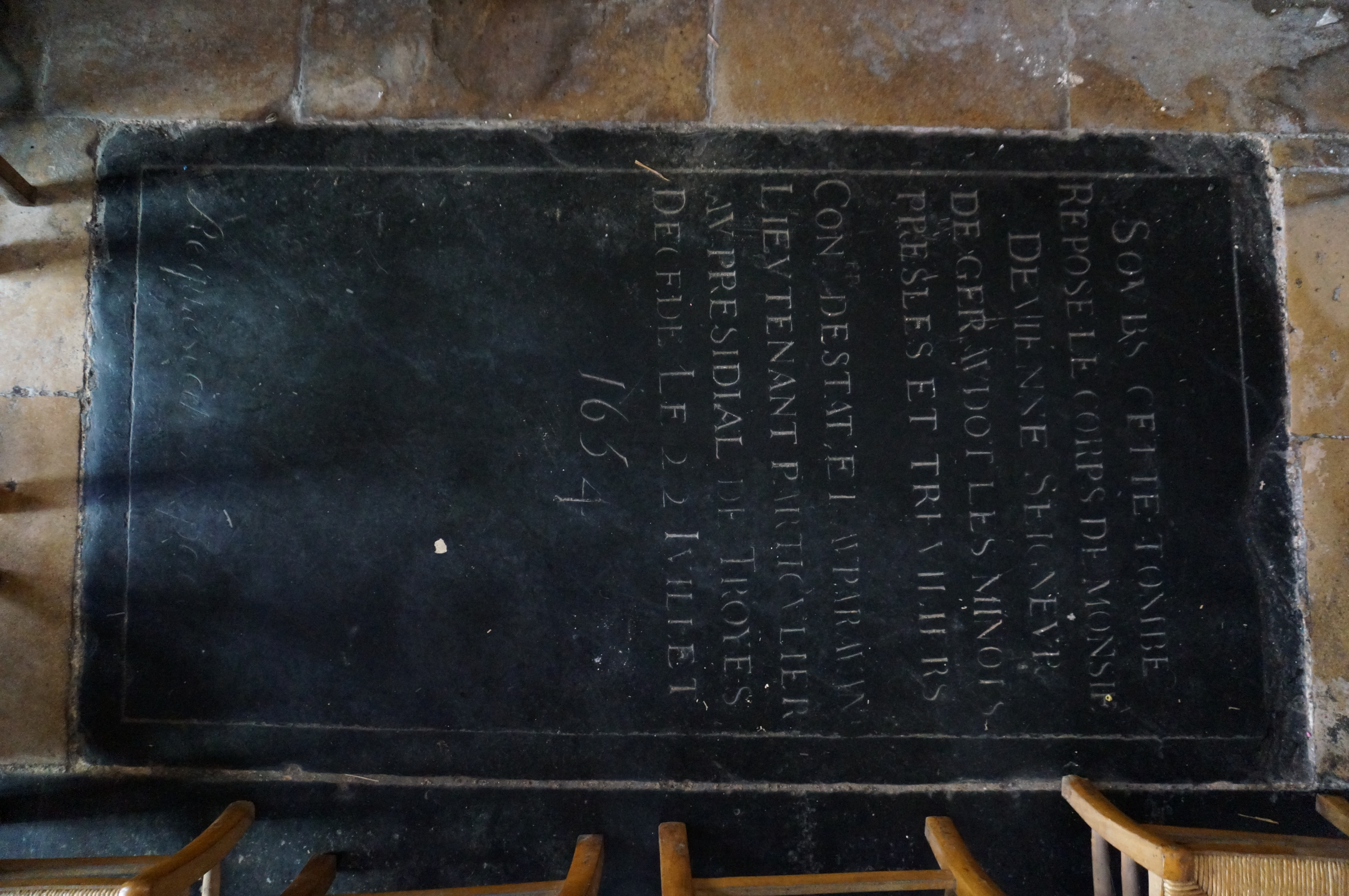
Devienne,
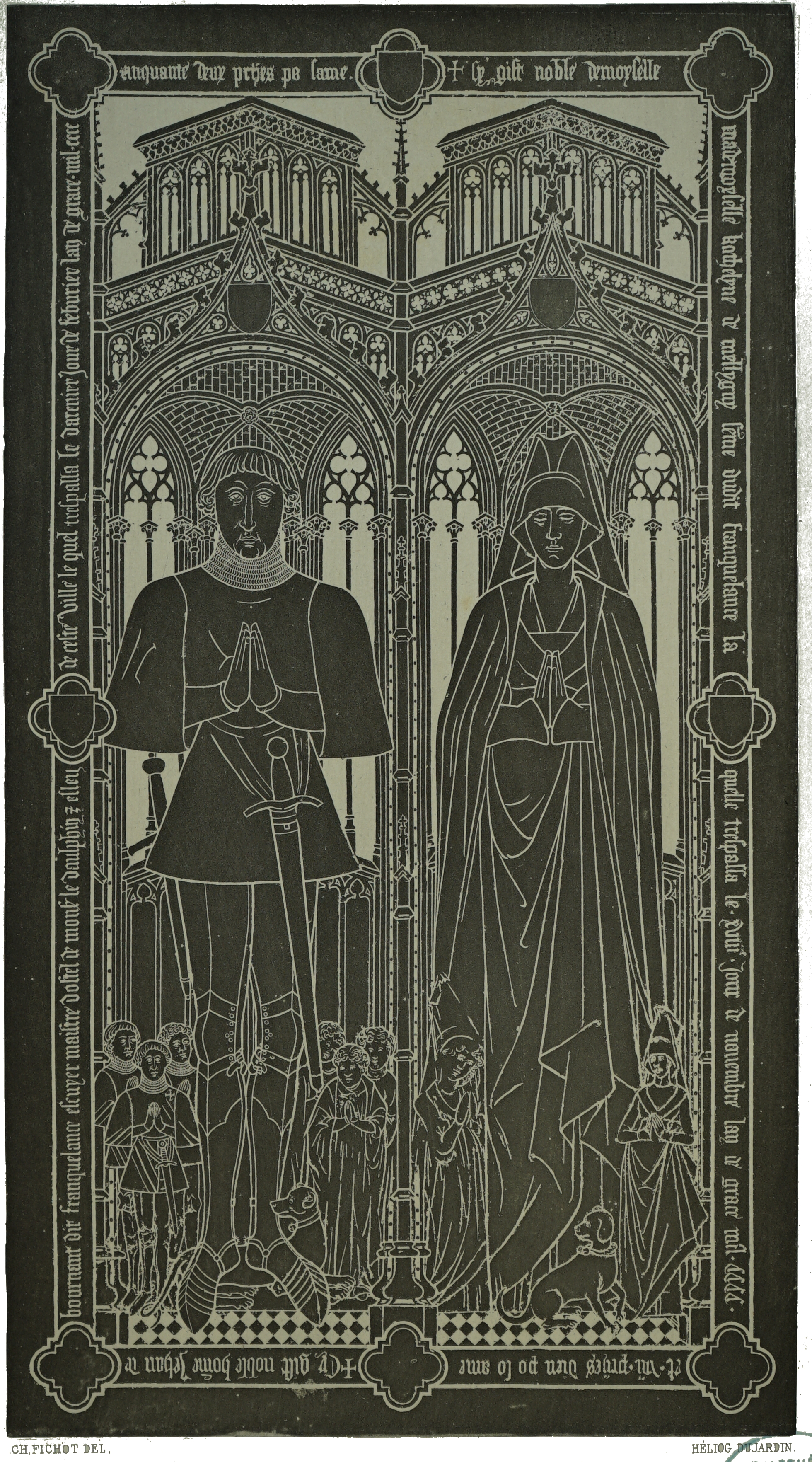
de Kathelyne Lellygny et Franquelance,
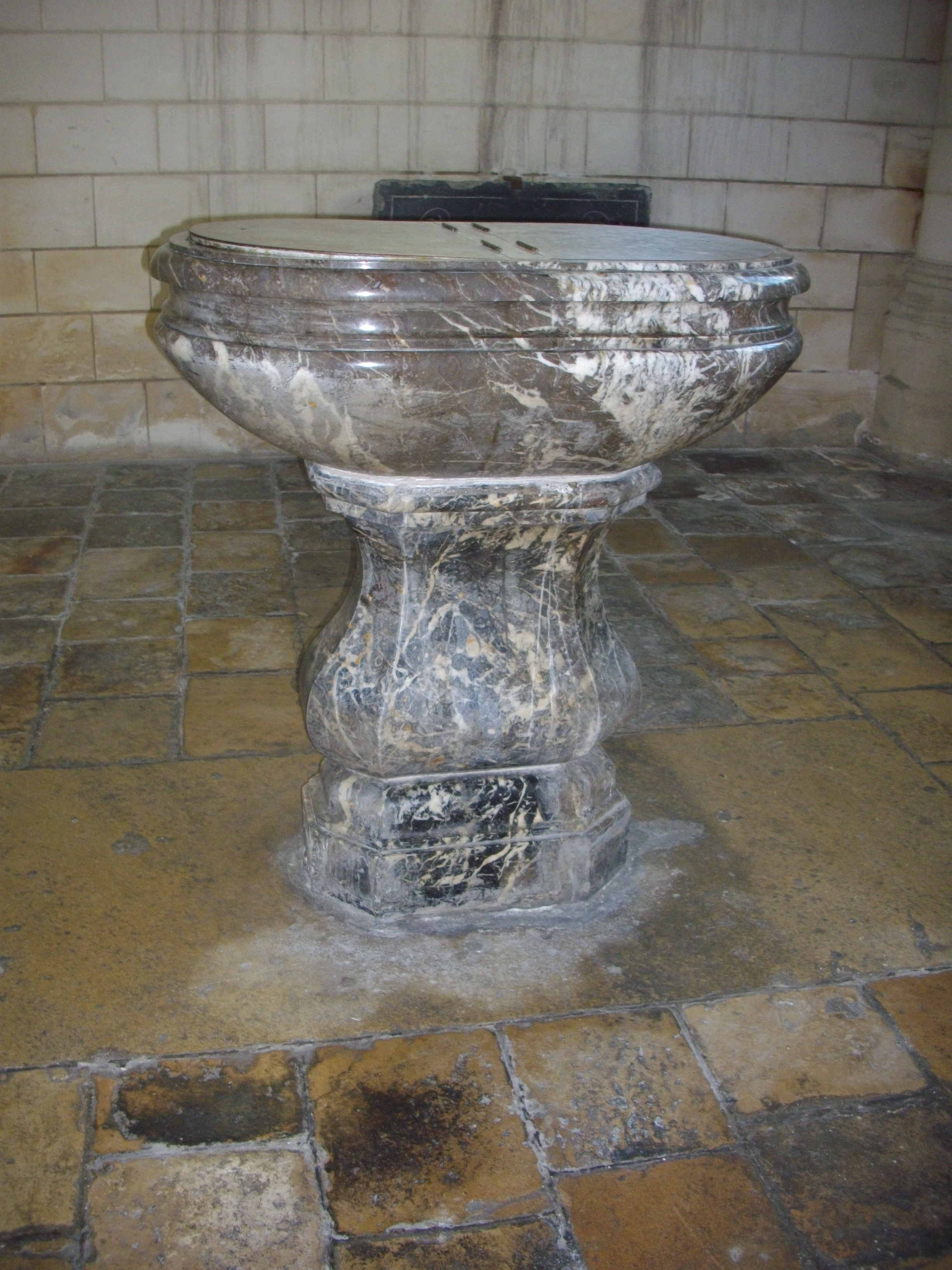
fonts baptismaux.

### Chœur
Il est richement décoré par un ensemble de lambris de chêne qui sont de la fin XVIIIe ou du début du XIXe siècle dorés et décorés, le troisième pilier nord a une guirlande et trophée avec instruments de la Passion et les attributs de saint Pierre.

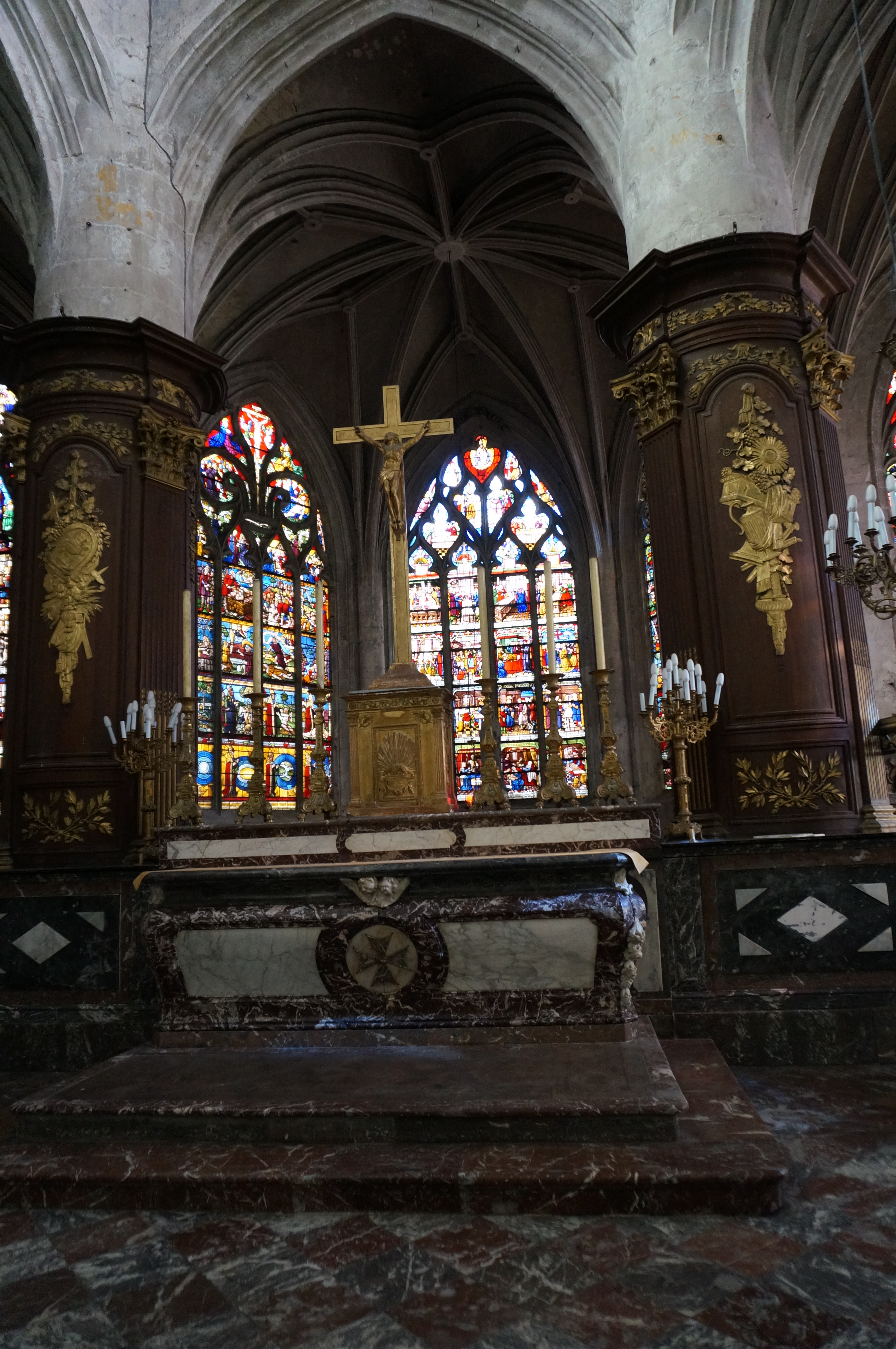
L'autel entouré de deux piliers décorés,
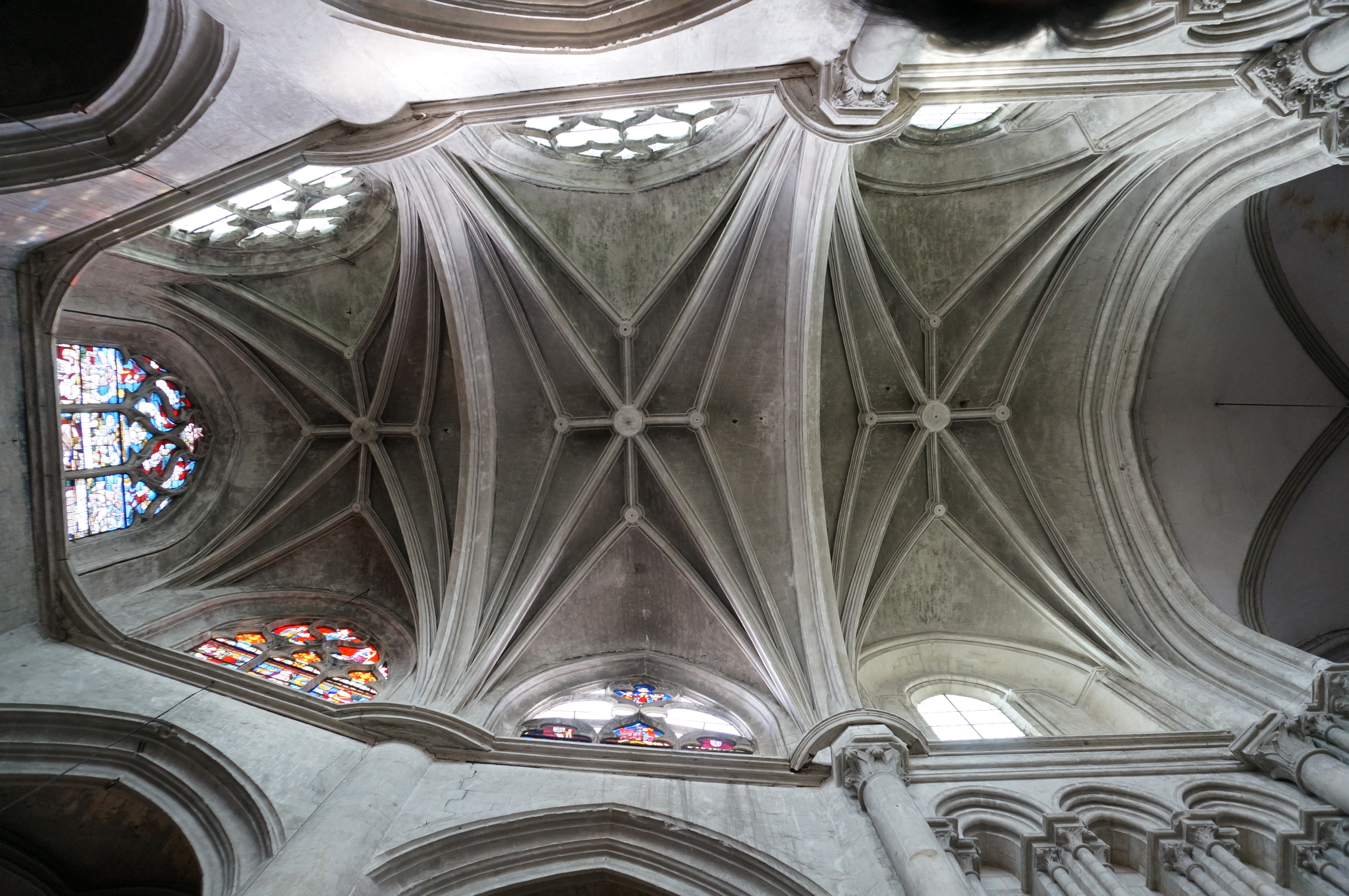
la voûte,
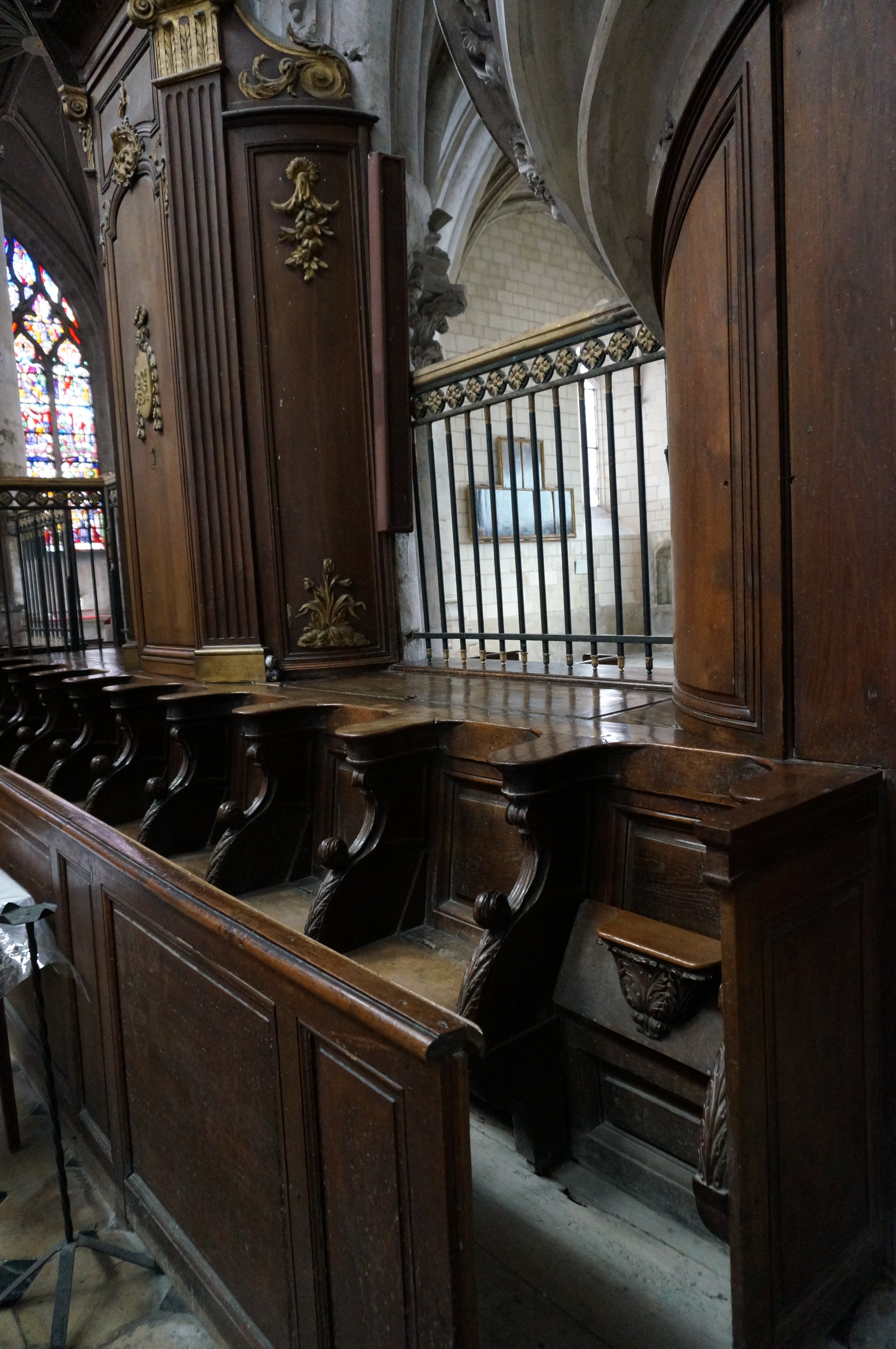
les stalles.

Un maître autel décoré de trois marbres : marbre blanc veiné de gris, noir veiné de blanc et brun rouge veiné de blanc de la même époque que les lambris. Meublé d'un ensemble formé d'un fauteuil célébrant et de quatre tabourets d'époque Louis XVI.

### Statues

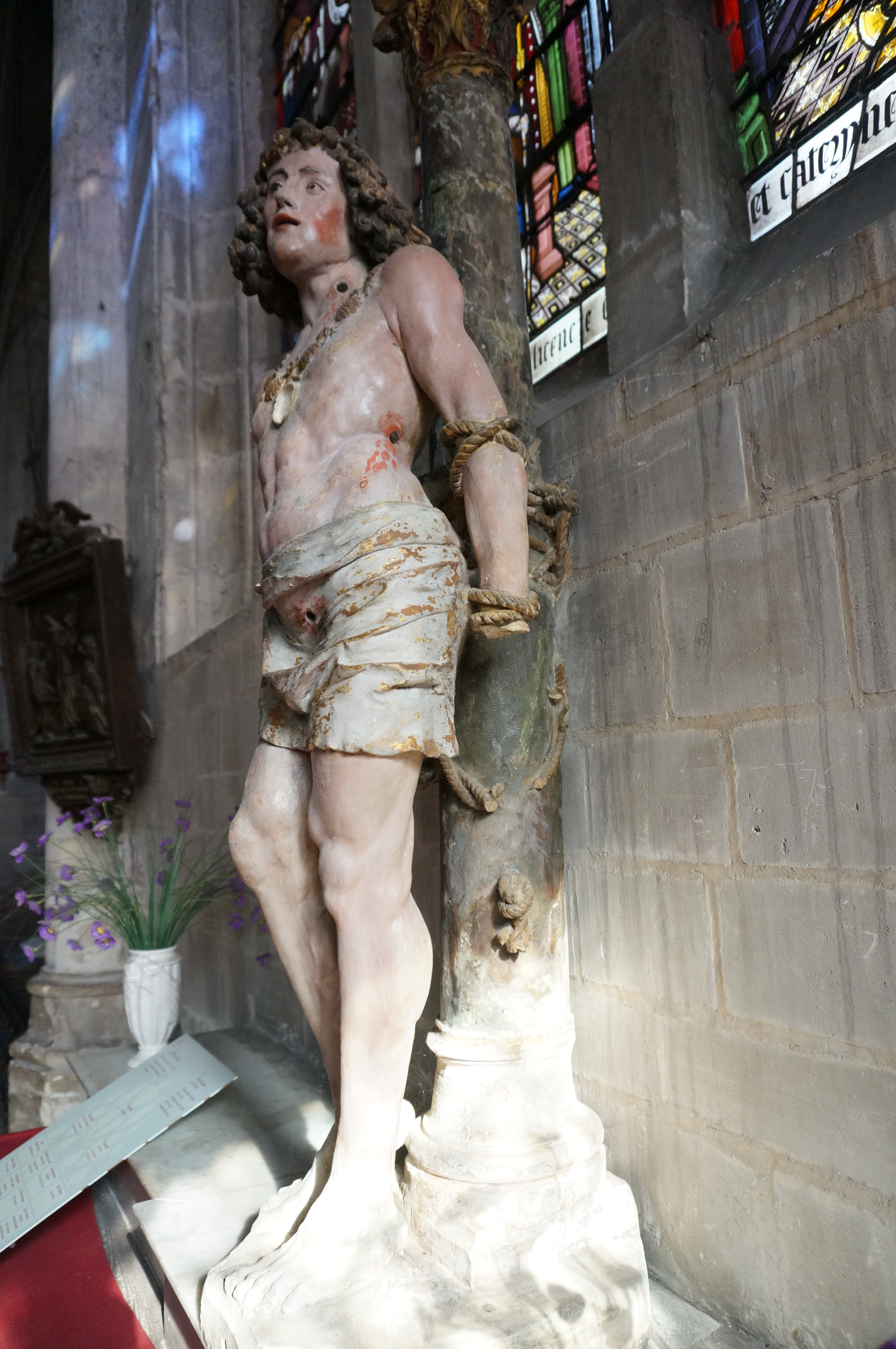
Martyre de Sébastien.
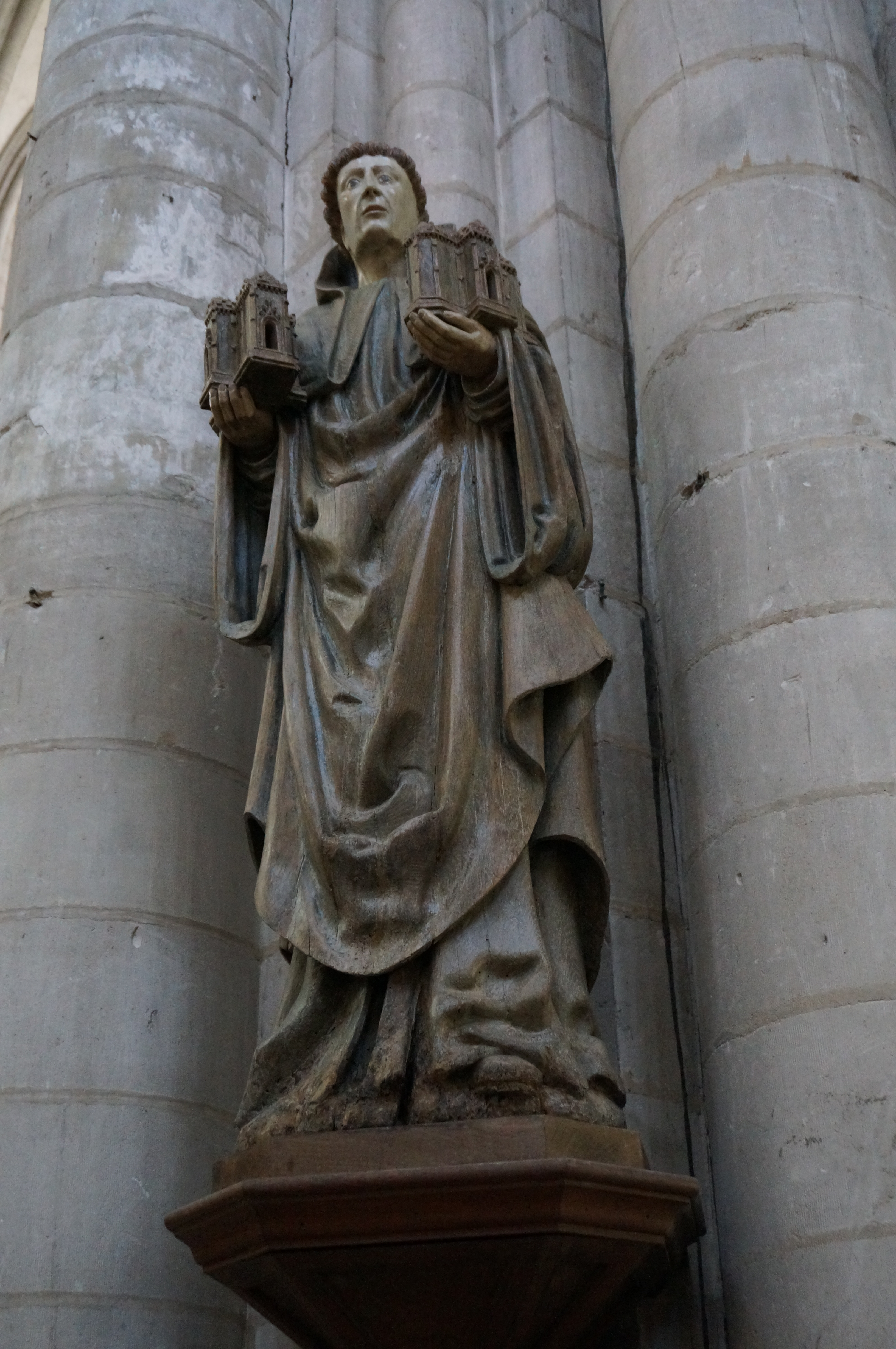
Statue en bois de Robert de Molesme.
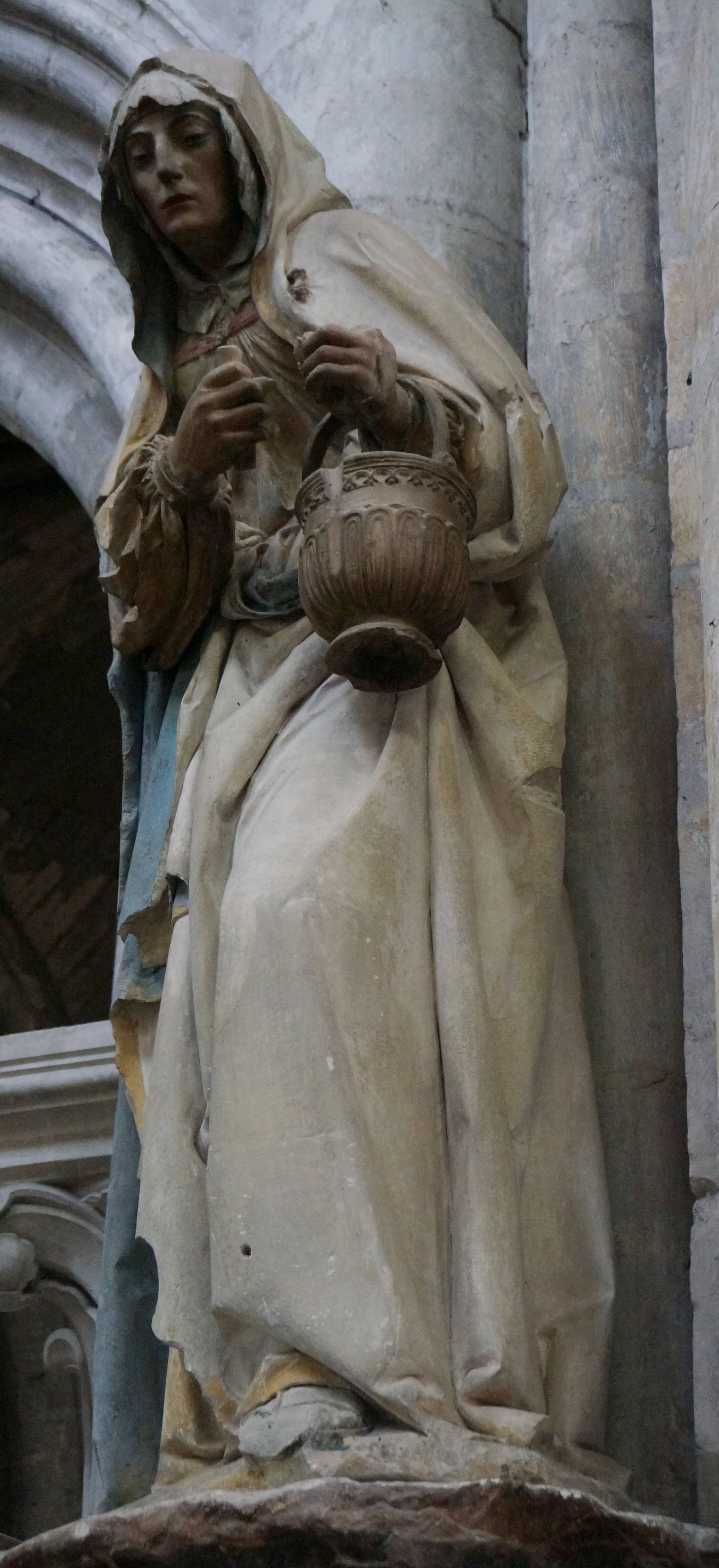
Marthe par le Maître de Chaource.
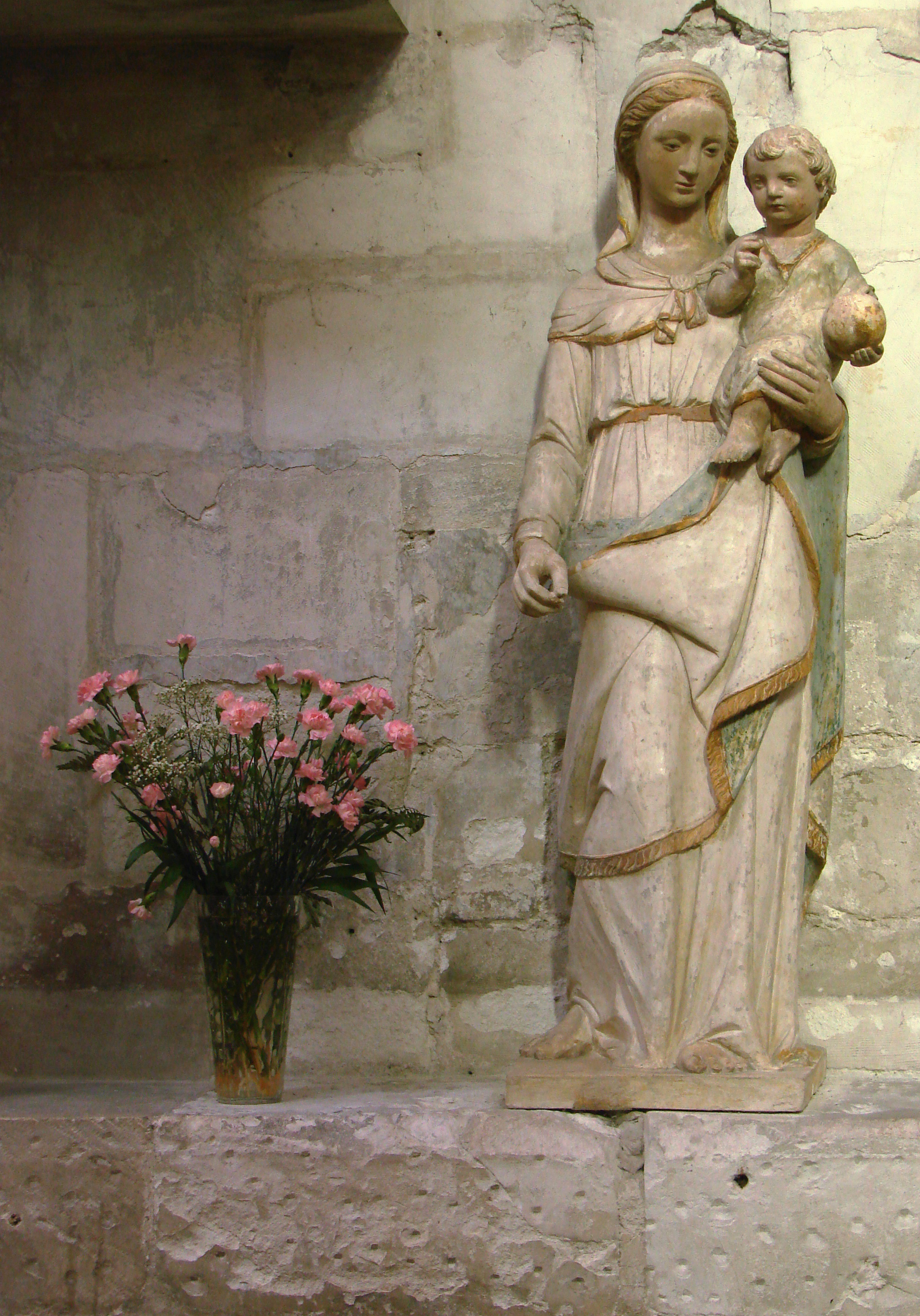
Vierge à l'enfant

Une statue de saint Michel terrassant le dragon, un saint Étienne en bois, une statue de saint Sébastien de Marc Bachot et, entre autres, une de sainte Marthe, par le Maître de Chaource du XVIe siècle et une sculpture de bois polychrome de Robert de Molesme.

### Peintures
Une peinture monumentale dans la première chapelle nord qui date du XVe siècle mais est très endommagée.

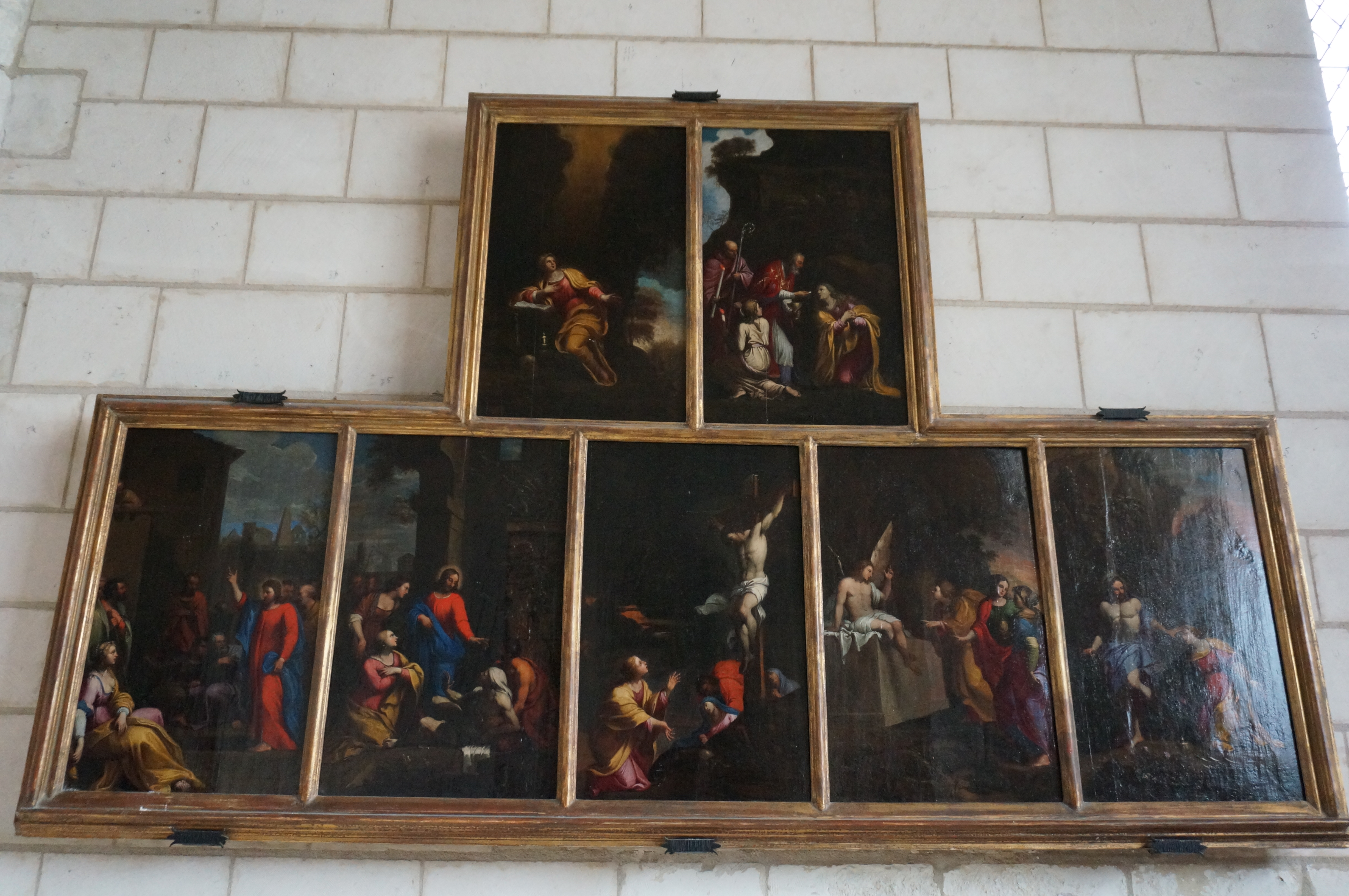
Vie de Madeleine par Jean Nicot.
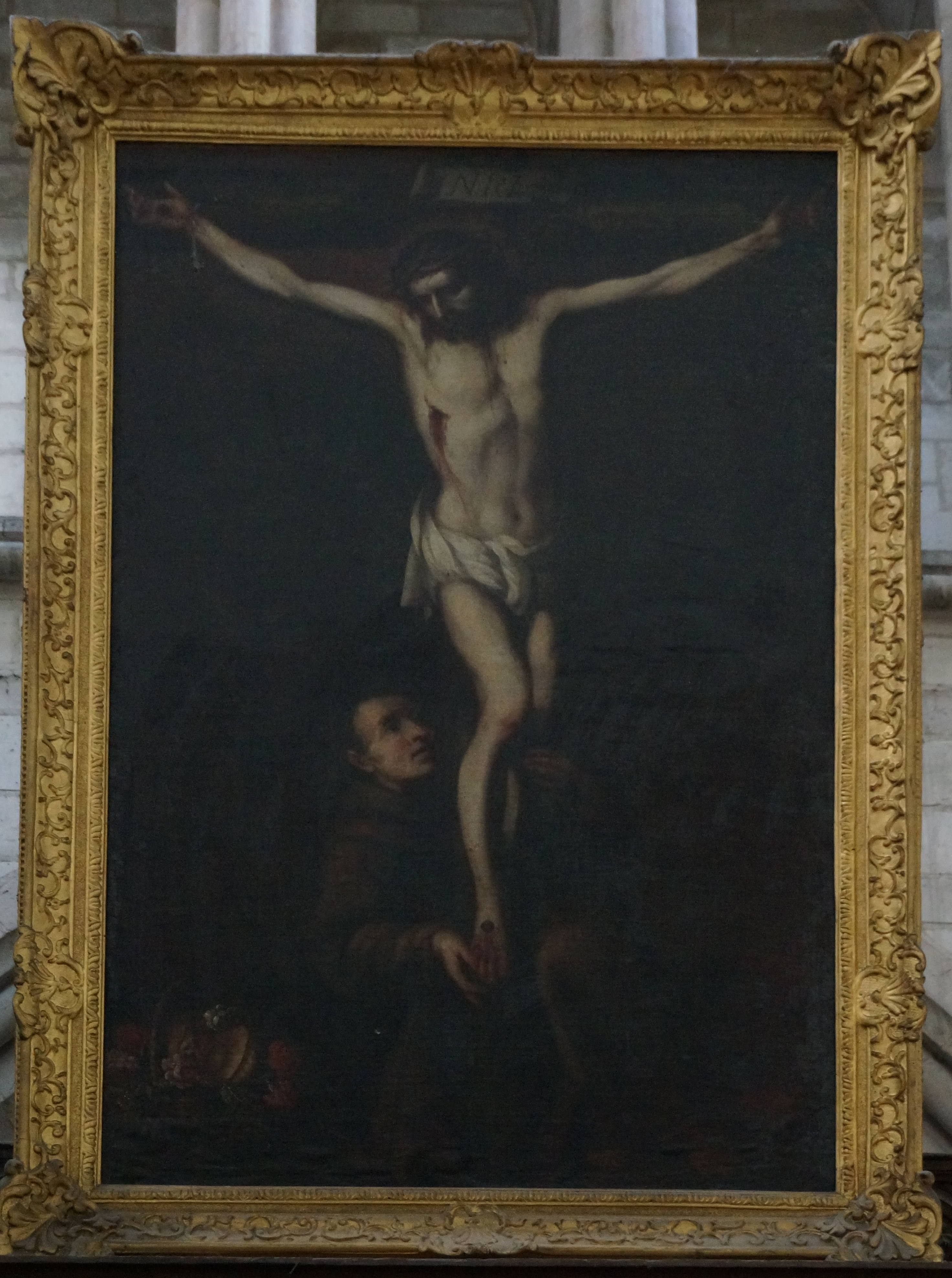
Christ et un capucin.
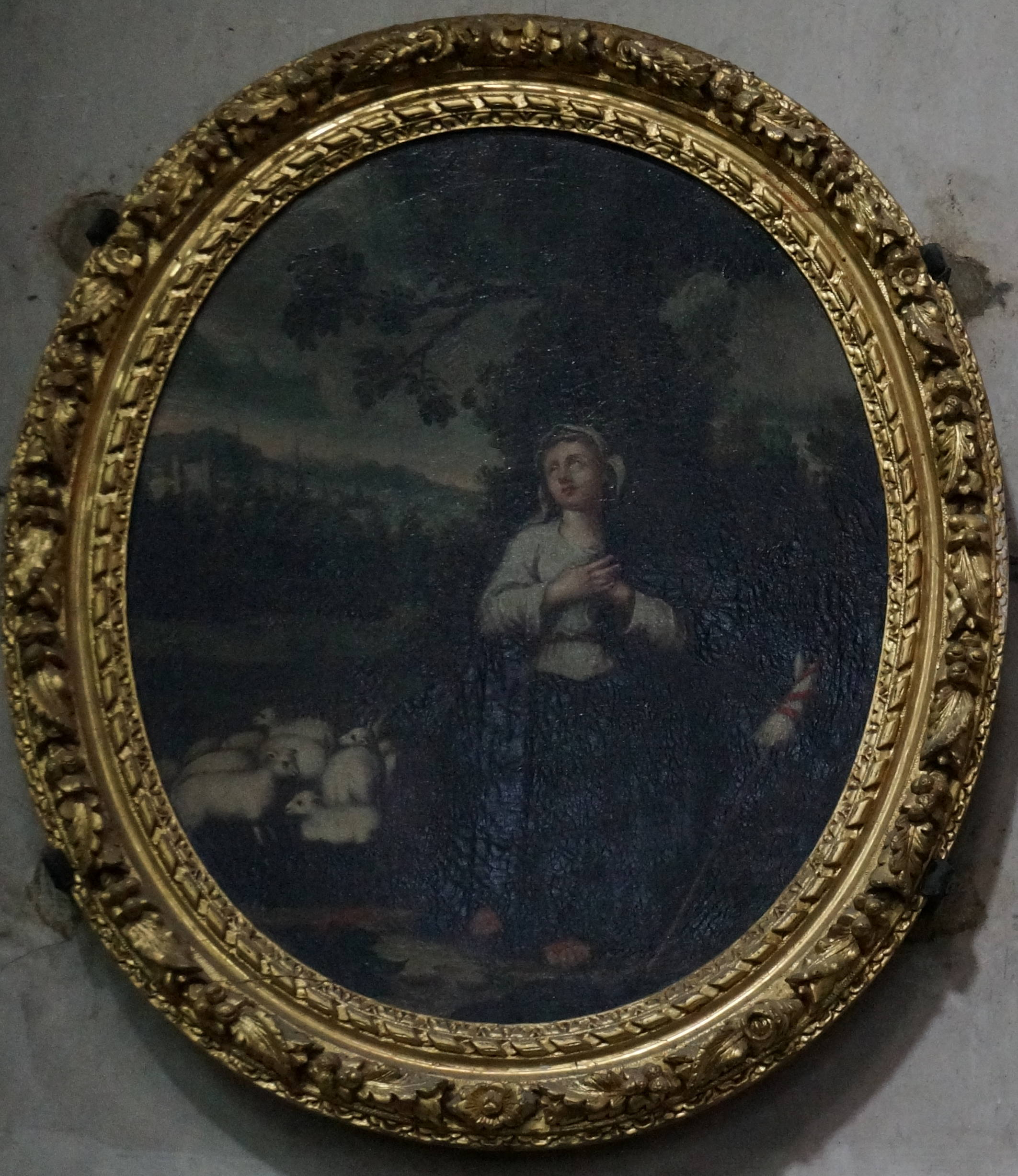
Geneviève.
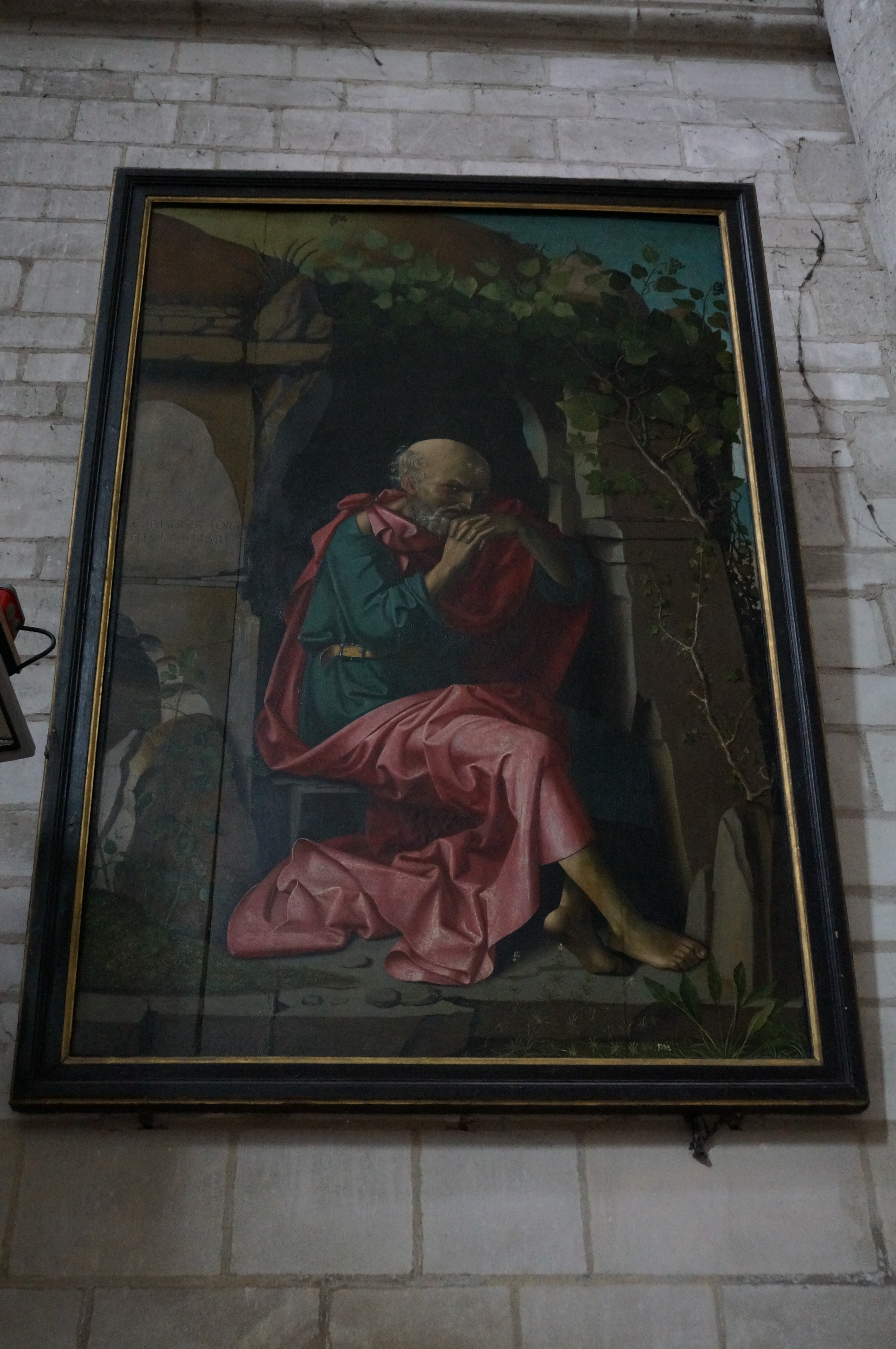
Pierre pleurant son reniement.

Parmi toutes les peintures :
- de Jean Nicot : 
  - un groupe de sept peintures  représentant la vie de Madeleine (peintures datant du XVIIe siècle)[14],
  - une Sainte famille,
- de Jacques de Létin, 
  - Saint Augustin
  - Augustin offrant son cœur
  - Jésus chez Marthe à Béthanie, huile sur toile
  - Christ et un capucin, huile sur toile
- Pierre pleurant son reniement, du XVIe siècle (anonyme).

### Jubé

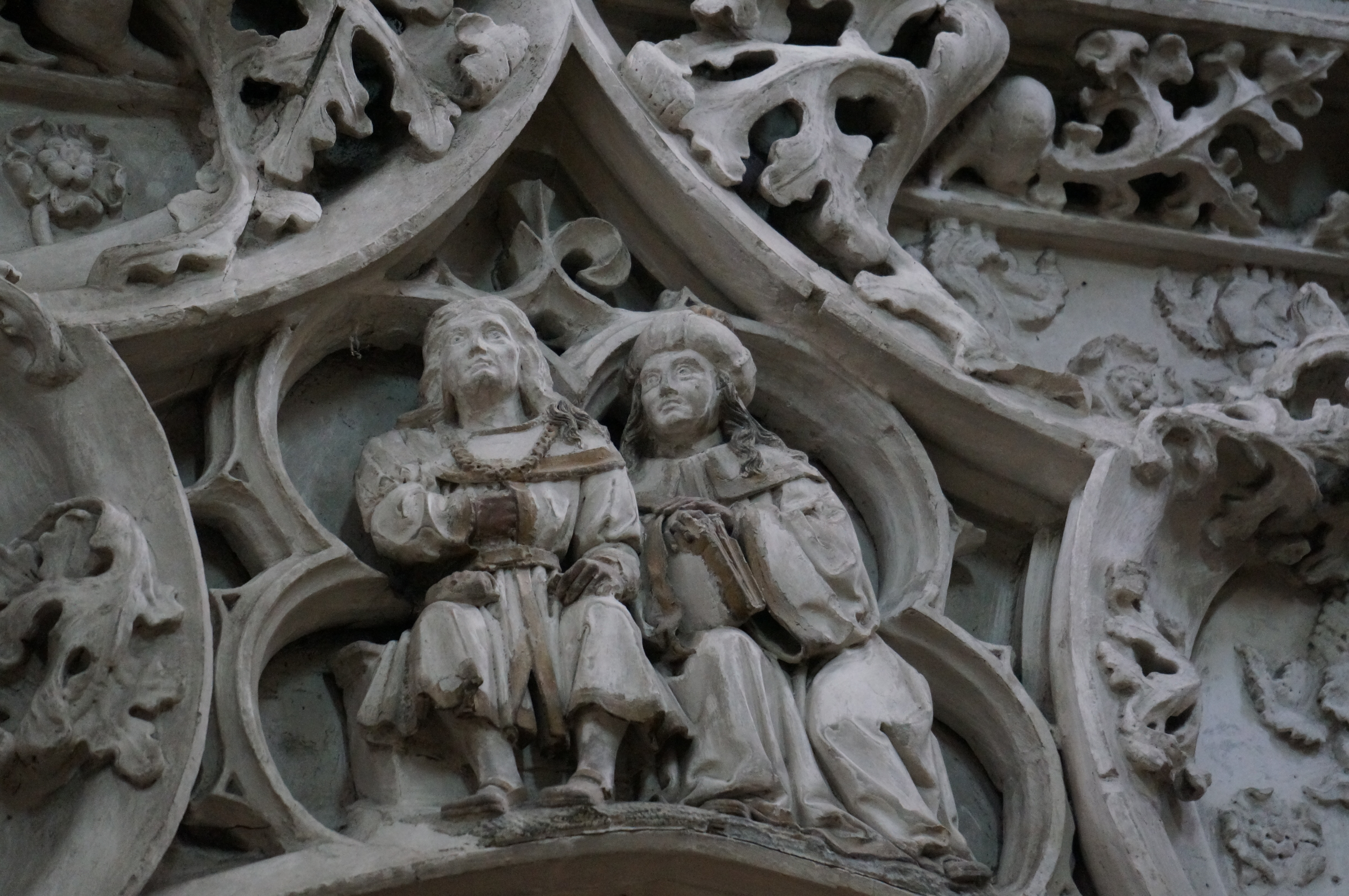
Quadrilobe du jubé.
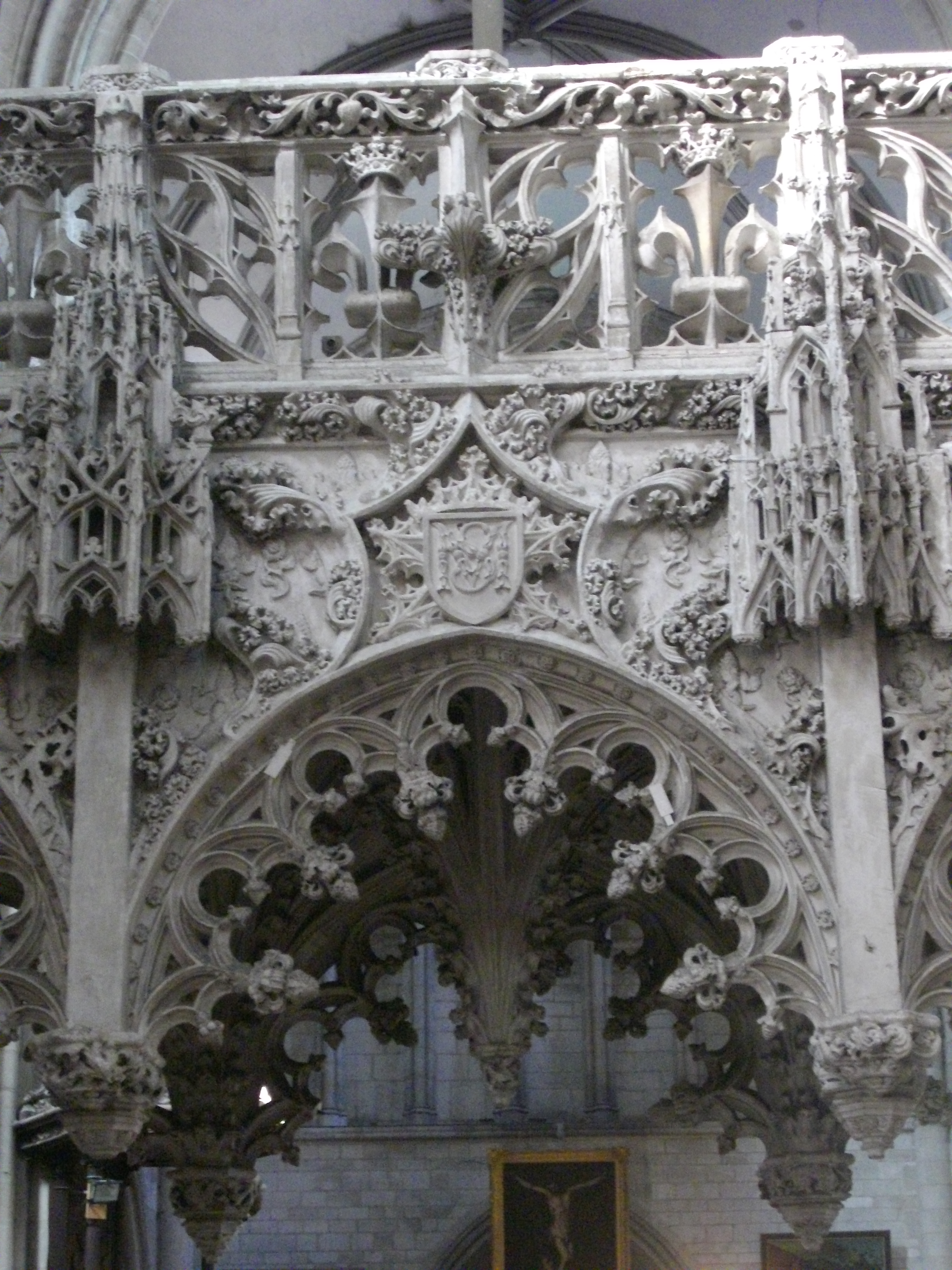
SM.
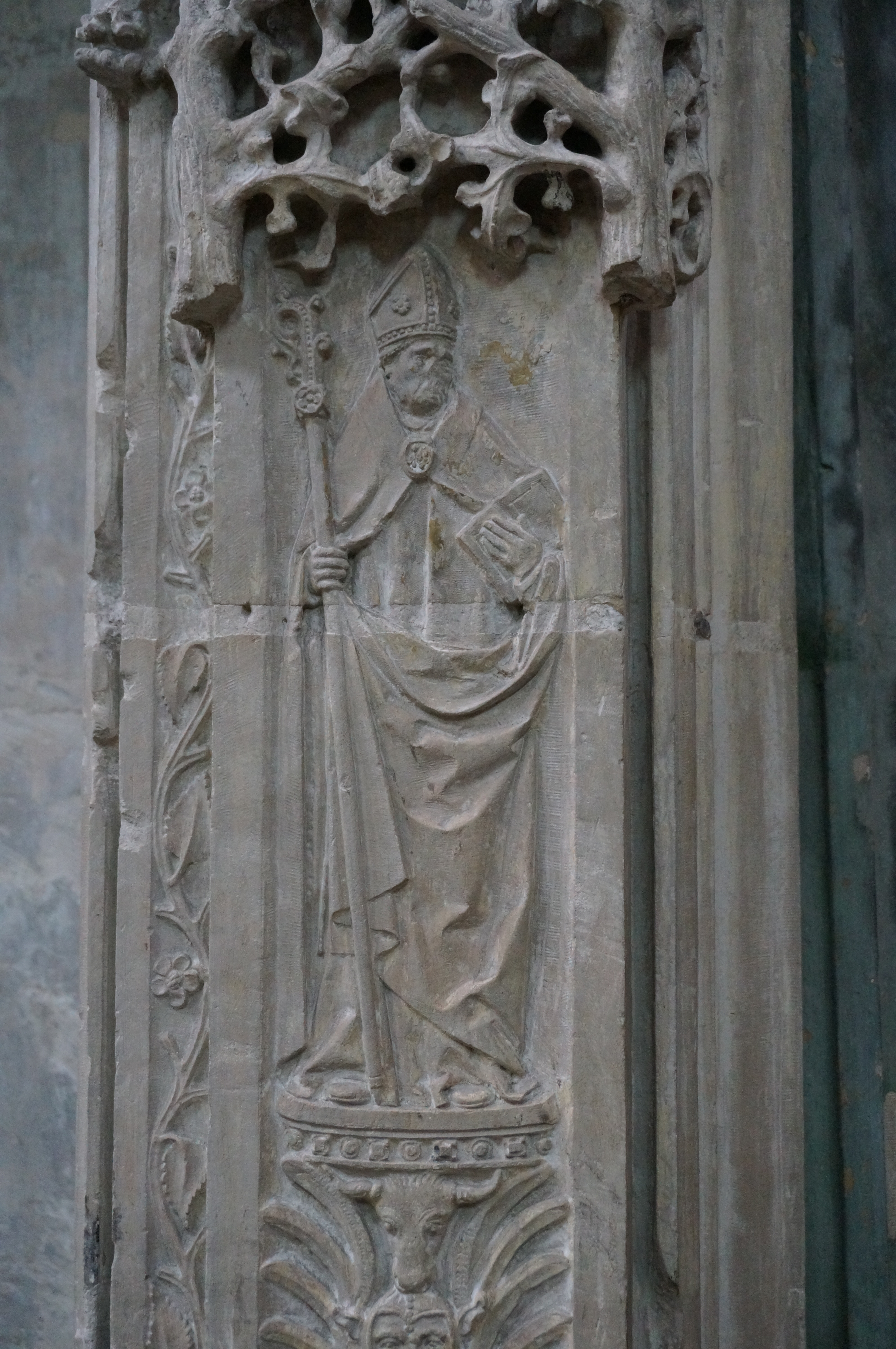
bas-relief sur le pilier droit.
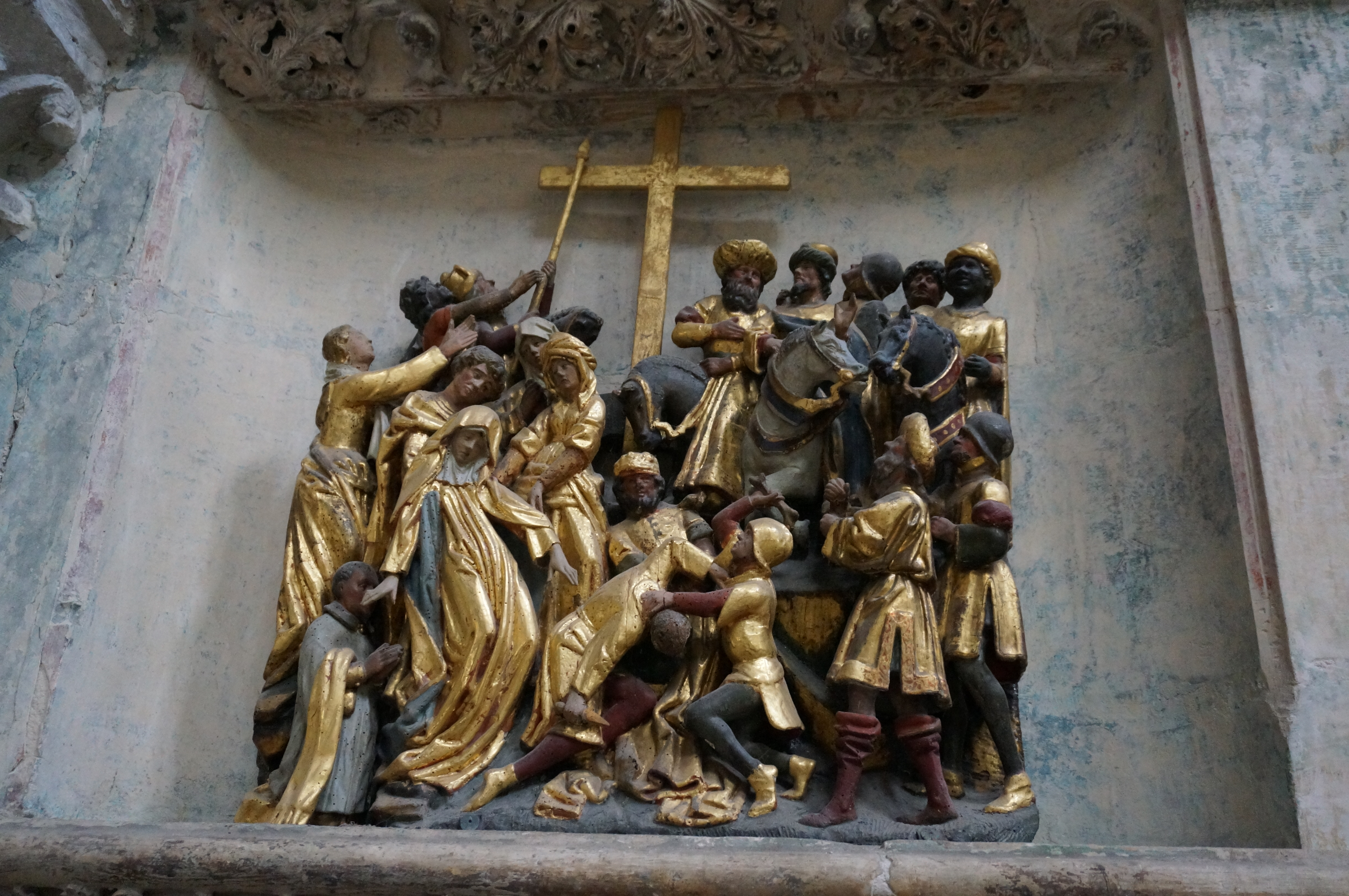
Pâmoison de la Vierge.
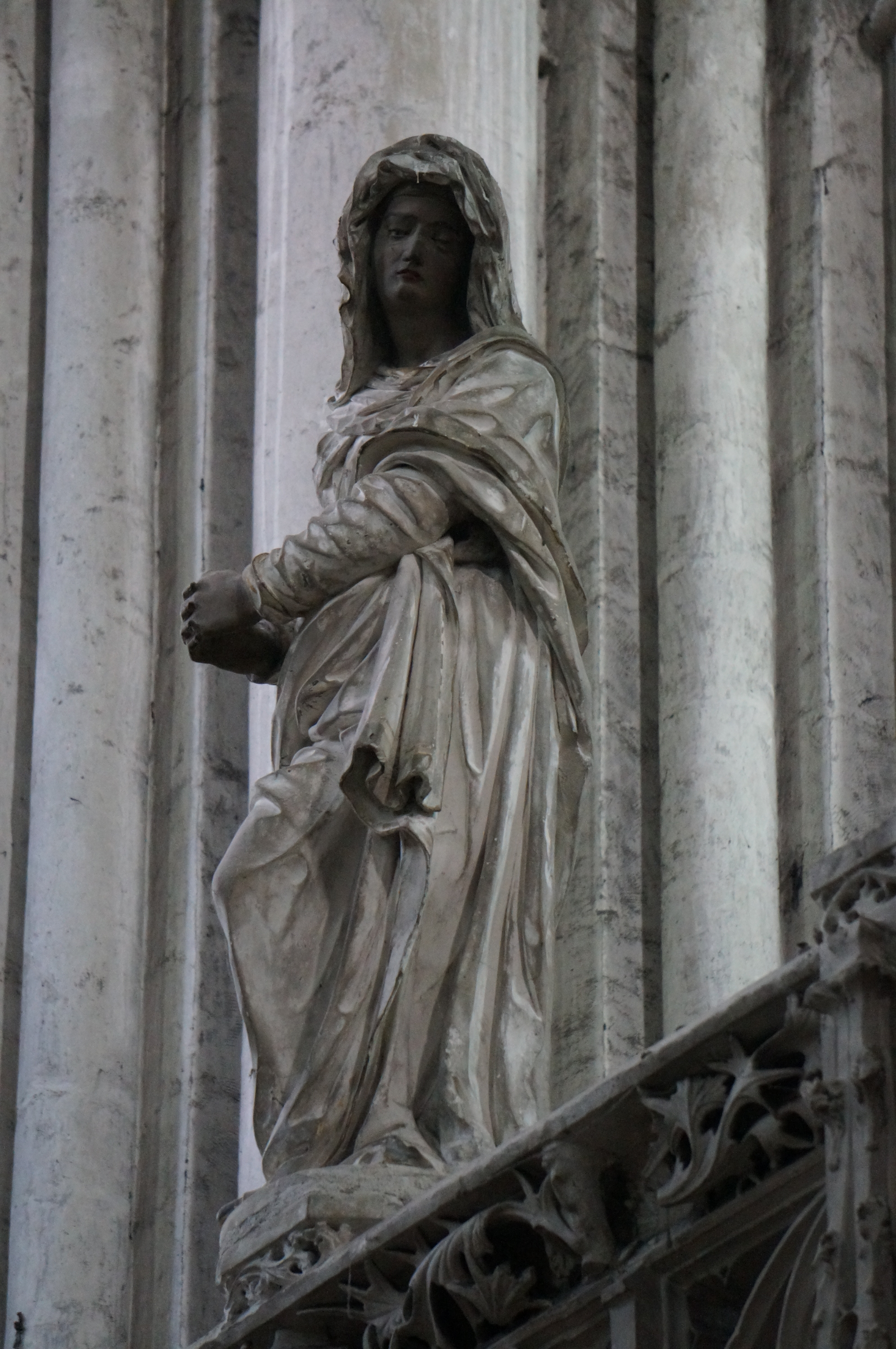
Vierge de piété sur le jubé[15].

C'est l'une des très rares églises ayant conservé son jubé de pierre qui est une œuvre emblématique du gothique flamboyant tant par son exubérance décorative que par la hardiesse de sa conception. Il est principalement réalisé en pierre de Tonnerre (calcaire oolithique à grain fin) par le maître-maçon Jean Gailde de 1508 à 1517 (lequel s'est fait enterrer sous le jubé en 1519). Les panneaux de la tribune sont ornés de feuillages et de choux frisés. Les trois petites scènes en haut relief encadrées dans des quadrilobes sur la tribune côté nef sont l'œuvre du maçon Nicolas Halins, dit le Flamand (1513) représentent le Christ prêchant, entre deux femmes et deux hommes faisant auditoire. Seule une prouesse stéréotomique et une armature intérieure expliquent l'arc suspendu au-dessus du chœur, découpé, en une seule volée, de trois arcades séparées par des clefs pendantes, celles des extrémités bloquées par de grosses masses sculptées où l'on peut lire les monogrammes IHS et AM (Ave Maria) et reconnaître des blasons chargés des instruments de la Passion. Les blasons sur la face côté chœur (trois écus, celui du centre portant les initiales S M de sainte Madeleine, les deux autres les armes de France surmontées d'une couronne) sont sculptés par Simon Mauroy en 1515-1516. Au-dessus de la corniche de feuillages flamboyants se développe la balustrade à mouchettes et fleurs de lys couronnées, terminée par une main courante qu'agrémentent encore des tiges à feuilles épineuses.
Le monument a eu la ferveur populaire, car en plus des quêtes pour le financement de son élévation, les paroissiens ont donné la main pour la pose des pierres[réf. souhaitée].

### Galerie de photographies

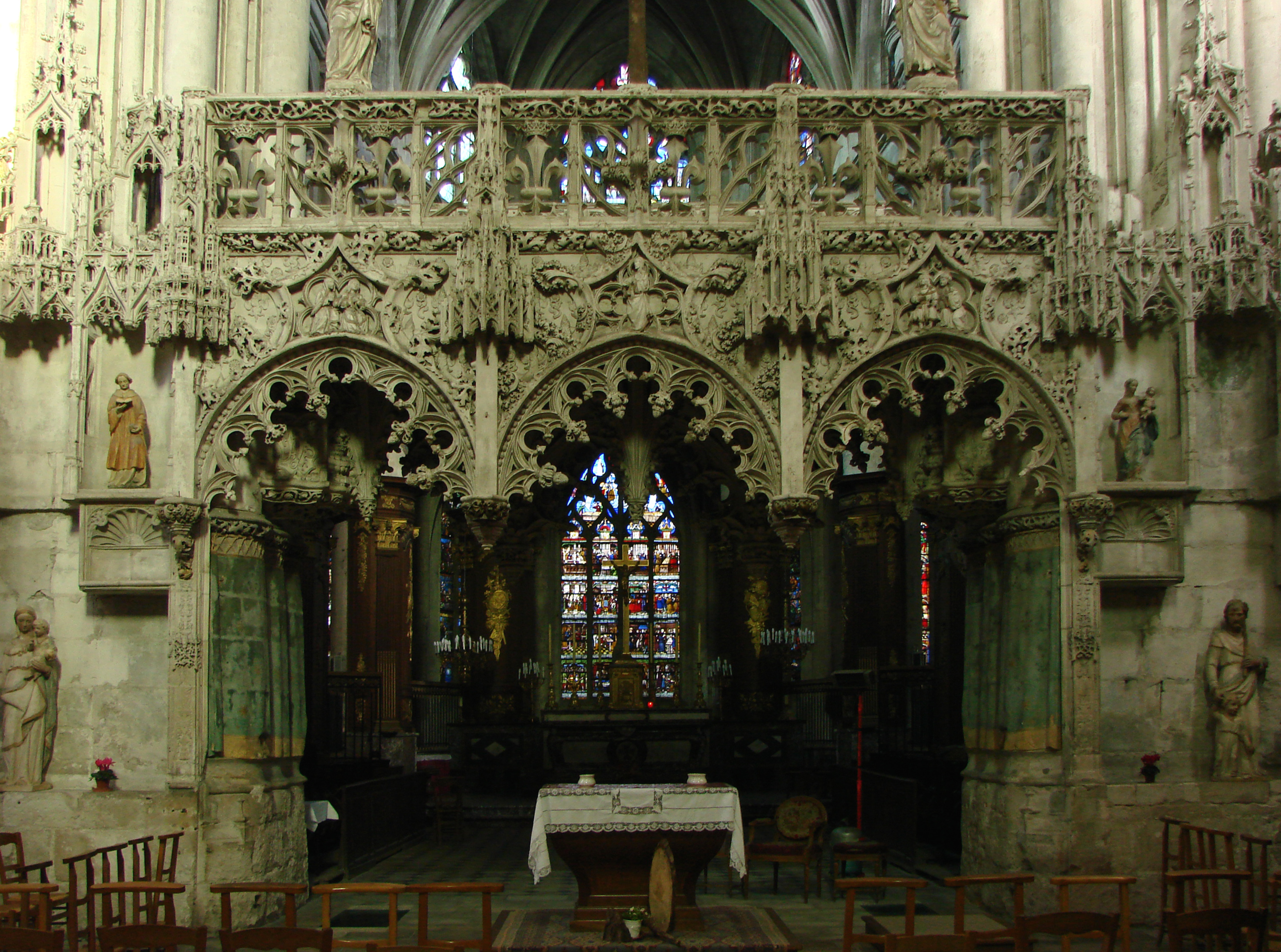
Jubé de pierre.
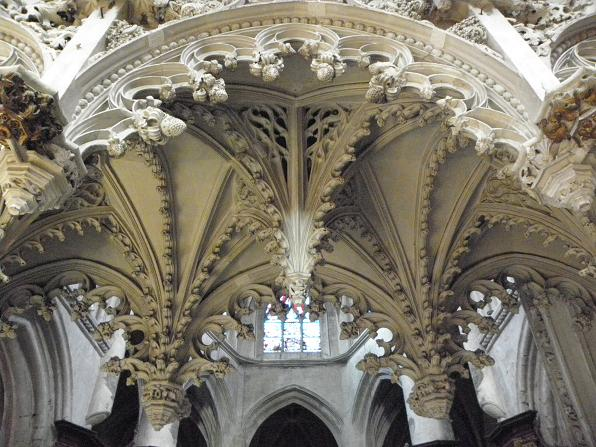
Détail du jubé.
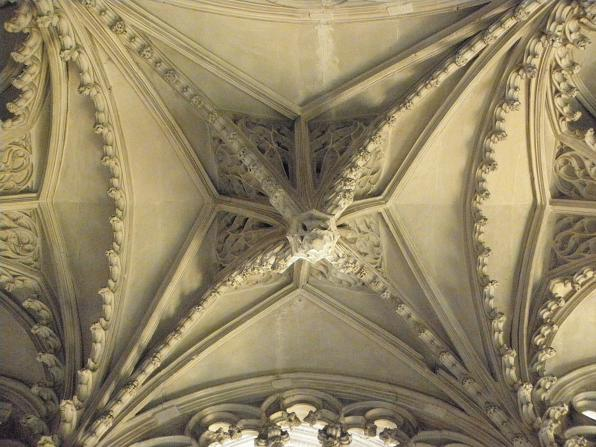
Détail.
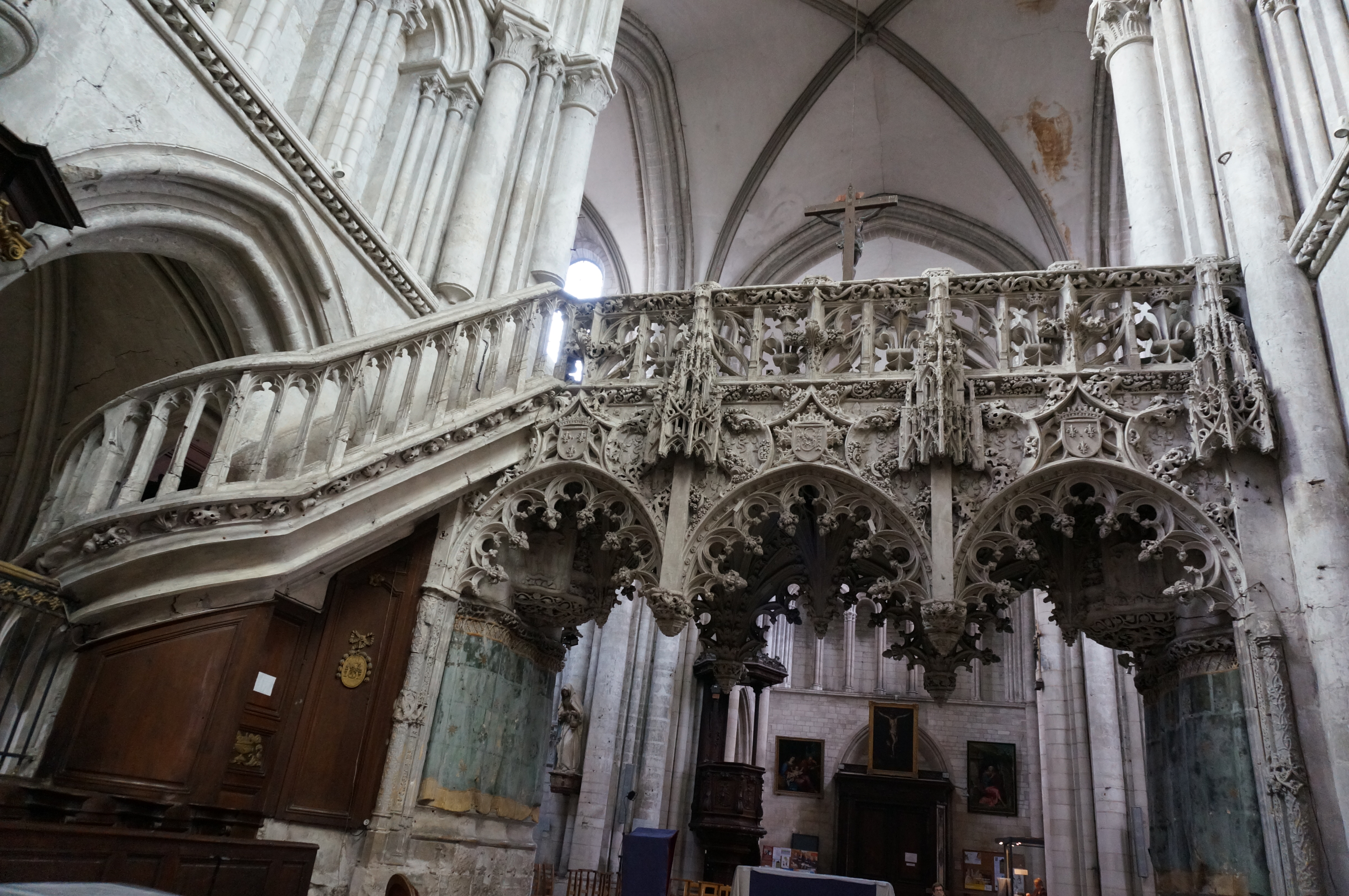
L'escalier depuis le chœur.

## Orgue

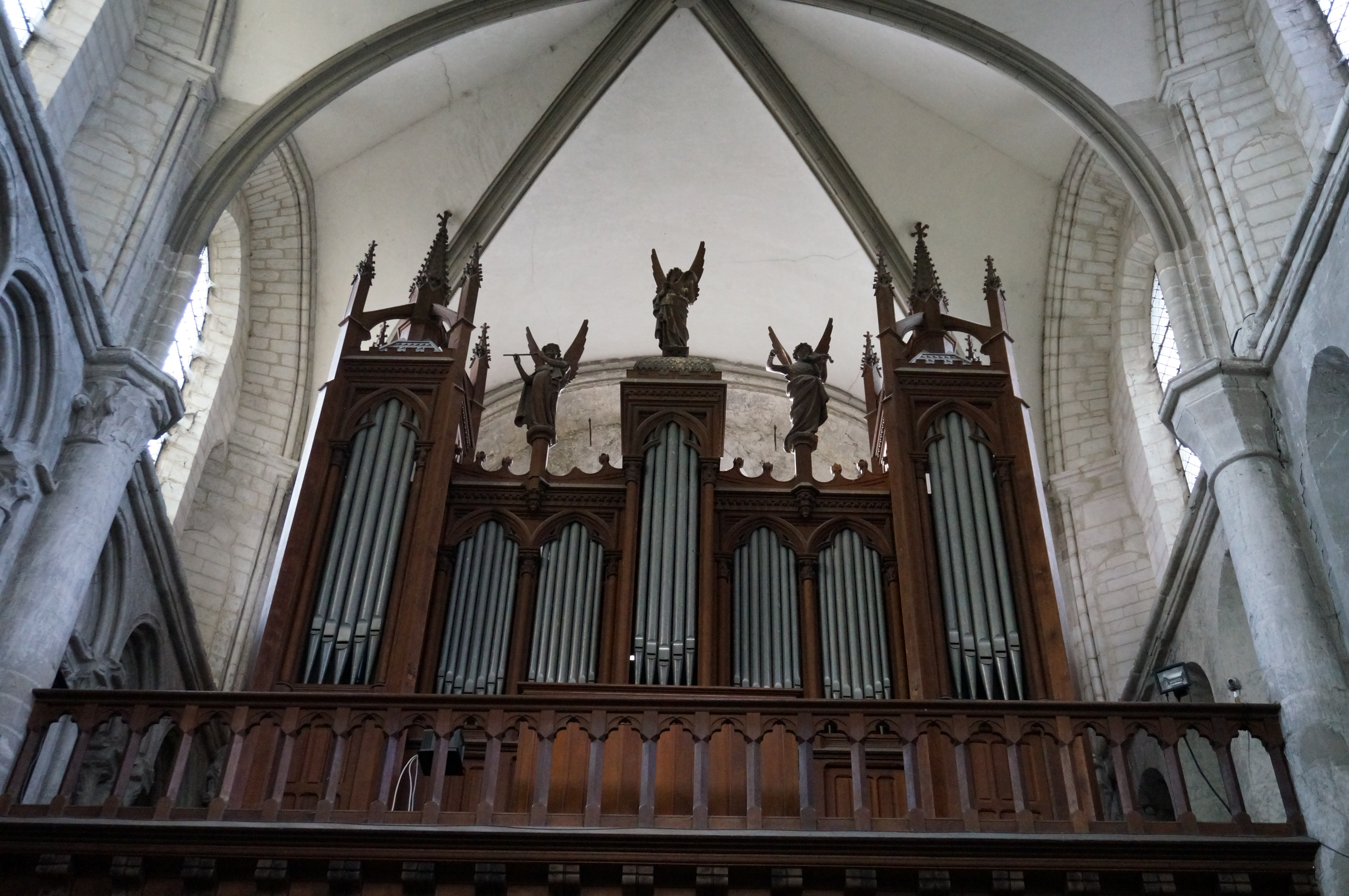
Surmonté de ses anges musiciens.

Un orgue, œuvre de Charles et Frédéric Rollin de 1901 dont la partie instrumentale est inscrite.
Composition des jeux:
| II. Grand Orgue         | I. Positif            | III. Récit expressif    | Pédale         |
| ----------------------- | --------------------- | ----------------------- | -------------- |
| Bourdon 16'             | Principal 8'          | Flûte harmonique 8'     | Flûte 16'      |
| Montre 8'               | Bourdon harmonique 8' | Quintaton 8'            | Flûte 8'       |
| Bourdon 8'              | Viole 8'              | Gambe 8'                | Violoncelle 8' |
| Salicional 8'           | Unda Maris 8'         | Voix céleste 8'         | Bombarde 16'   |
| Praestant 4'            | Montre 4'             | Flûte octaviante 4'     | Trompette 8'   |
| Doublette 2'            | Flûte traversière 4'  | Octavin 2'              |                |
| Fourniture V            | Cor anglais 8'        | Trompette harmonique 8' |                |
| Trompette harmonique 8' |                       | Basson-Hautbois 8'      |                |
| Clairon harmonique 4'   |                       | Voix humaine 8'         |                |
|                         |                       | Trémolo                 |                |